# Technisch ingenieur
Technisch ingenieur (Frans: ingénieur technicien) is een titel die tot in de jaren zeventig in België werd toegekend aan studenten die een drie- of vierjarige opleiding hadden gevolgd aan een Bijzondere School of Hogere Technische School voor Technisch Ingenieur, in het domein van onder andere de techniek, chemie, landbouw en bouwkunde.

## Geschiedenis
In 1884 werden de eerste hogere technische scholen opgericht. Toen reikten zij wetenschappelijke diploma's uit van ingenieur: ingenieur-brouwer, ingenieur van de gistingsbedrijven, ingenieur voor kunsten en ambachten, textielingenieur en later ook Technisch ingenieur. Het ministerieel besluit van 23 mei 1924 regelde voor het eerst de toelatingsvoorwaarden tot de Hogere Technische Scholen die een diploma van ingenieur van de wetenschappelijke graad uitreikten. Deze stipuleerden dat het programma van de toelatingsvoorwaarden hetzelfde moet zijn als dit van de school voor burgerlijke ingenieurs van kunsten en industrie gehecht aan de universiteit van Gent (wetenschappelijke graad). In de artikelen 2 en 3 van de wet van 5 juli 1933 werd het statuut van de bijzondere scholen voor Technisch ingenieur bekrachtigd.
Op 11 september 1933 verschijnt de wet op de bescherming van de titels van het hoger Onderwijs. In Art. 1-III staat " dat de titel van Technisch ingenieur wordt verworven aan een Technische Hogeschool". Dat artikel werd nooit uitgevoerd. Dezelfde wet voorzag echter ook in overgangsmaatregelen waarbij de Koning deze studies kon inrichten in afwachting van een definitieve wet. Als gevolg hiervan werden de studies voorlopig geregeld door koninklijke besluiten.
De F.A.B.I. (Fédération des Associations Belges des Ingénieurs civils) is niet opgezet met de titel van Technisch ingenieur omdat zij aldus niet langer over het monopolie van de titel ingenieur beschikken. De FABI ontketent vervolgens een hevige campagne tegen de Technisch ingenieurs. Tijdens een vergadering van de F.I.B (Fédération des Industries Belges) in 1934 zou de toenmalige voorzitter van de FABI hebben verklaard dat: Messieurs, nous devons absolument bloquer totalement les carrières éventuelles des Ingénieurs-techniciens. Ce sont des individus qui crachent par terre et qui se mouchent entre les doigts.
Bij het begin van Wereldoorlog II bestonden er vijf Nederlandstalige scholen voor Technisch ingenieur. Dit getal explodeerde tot 16 in 1969.
De drie- (of vier)jarige opleiding tot Technisch ingenieur bestaat niet meer. In 1977 verminderden de toenmalige ministers van Nationale Opvoeding het aantal scholen voor Technisch ingenieur drastisch van 53 naar 23. Een beperkt aantal Belgische onderwijsinstellingen(23) die vroeger Technisch ingenieurs opleidden, hebben hun curriculum omgevormd naar een vierjarige opleiding aan een hogeschool tot industrieel ingenieur. Anderen moesten echter de meer praktische driejarige graduaatsopleiding tot technisch gegradueerde inrichten. Deze laatste onderwijsvorm staat in het bachelor-mastersysteem bekend als (professionele) bachelor in de industriële techniek.

## Verenigingen van Technisch Ingenieurs
Buiten de klassieke verenigingen van alumni van elke school ontstonden ook overkoepelende verenigingen na de publicatie van de wet van 11 september 1933.
- Nationale Unie der Technische Ingenieurs-Union Nationale des Ingénieurs Techniciens. (UNIT-NUTI)

Reeds op 3 december 1933 wordt de Union Nationale des Ingénieurs Techniciens (UNIT) opgericht op het initiatief van vier verenigingen van afgestudeerden. Het zijn:
– École centrale des arts et métiers (ECAM)-Brussel,
– École Spéciale de l’Université du Travail-Charleroi,
– Institut Gramme-Luik,
– École d’Arts et Métiers-Pierrard (Virton).
Na de oprichting van de UNIT sloten ook de afgestudeerden aan van:
– De Nayer instituut-Mechelen,
– Hogere Technische en Handelschool-Gent,
Zij vormden eerst het Nationaal Verbond der Technische Ingenieurs maar later werd de benaming veranderd in Nationale Unie der Technische Ingenieurs. Het werd dan een tweetalige vereniging UNIT-NUTI.
In 1967 telde de UNIT-NUTI 18 aangesloten verenigingen van afgestudeerden op een totaal van 76.
- Fédération Belge des Ingénieurs Techniciens (FBIT).

Wordt opgericht in 1961 door de alumni van:
– École Spéciale de l’Université du Travail-Charleroi,
– Institut Gramme-Luik,
die voorheen deel uitmaakten van de UNIT. In 1976 waren er in totaal 5 aangesloten verenigingen.
- Vereniging van Vlaamse Technische Ingenieurs (VVTI).

De Vereniging van Vlaamse Technische Ingenieurs werd opgericht op 26 mei 1962 in Hasselt.
In tegenstelling tot de voorgaanden stond de VVTI open voor alle technische ingenieurs en was georganiseerd op regionale basis.
- Studiecentrum voor Technisch Ingenieurs (STI).

Ontstond in de schoot van Koninklijke Vereniging der Technisch Ingenieurs van Mechelen(KVTIM) met als doel vervolmakingscursussen voor technisch ingenieurs te organiseren. Ook technische beurzen worden georganiseerd. Werd in 1974 een zelfstandige vereniging.

## Problematiek van de Technisch ingenieurs
Er ontstond een malaise in verband met de Technisch ingenieurs in de jaren 1960.
De redenen hiervoor waren:

### Op Belgisch vlak
- Binding met het secundair onderwijs.

Het Koninklijk Besluit van 11 maart 1933 regelde o.a. de klassering van onderwijsinstellingen met een lettercode. De letter A was voorbehouden voor de technische scholen met volledig leerplan van het dagonderwijs. Het ging van A4 (beroepsonderwijs), A3 (lager secundair), A2 (hoger secundair) tot A1 (hoger onderwijs buiten de universiteit). In de meeste gevallen was een A1 school ontstaan uit of gekoppeld aan een A2 school. De Technisch ingenieurs kregen hun opleiding aan een A1- school of instituut waardoor ze dikwijls aangeduid werd met de benaming A1-gediplomeerde kortaf A1’er. Op 18 februari 1964 verscheen een nieuw KB houdende de regeling van de studiën ter verkrijging van het diploma en de graad van Technisch ingenieur. Daarin wordt vermeld dat het diploma van Technisch ingenieur wordt uitgereikt door een inrichting of een afdeling van een inrichting voor technisch onderwijs. Geen sprake van “Hogeschool” en zeker niet van een ontkoppeling van het secundair onderwijs.
- Onvolledige wettelijke regeling.

De graad en het diploma van Technisch ingenieur werd ingesteld bij KB van 5 juli 1933. De wet van 11 september 1933 op de bescherming van de titels van hoger onderwijs beschermde de titel van Technisch ingenieur maar bepaalde dat: ”mogen de titel voeren, degenen welke het diploma verworven hebben overeenkomstig de wet aan een Technische hogeschool…”. In dezelfde wet was ook de bescherming voorzien van de titel van kandidaat in de handelswetenschappen, van licentiaat in de handelswetenschappen en van handelsingenieur die behaald werd aan een handelshogeschool. Het was dus duidelijk dat de wetgever, qua niveau, geen onderscheid wenste te maken tussen de hogere handels- en technische studies. Deze voorziene wet kwam niet tot stand waardoor het KB van 5 juli 1933 in voege bleef. In dat verband mag gesteld worden dat het verzet van de FABI (Fédération des Associations Belges d’ Ingénieurs) tegen het invoeren van een tweede ingenieurstitel een rol heeft gespeeld.
- Afwijkende Koninklijke besluiten.

Op 14 november 1962 komt er een Koninklijk Besluit houdende algemene regeling van de studiën in het Hoger Technisch Onderwijs waarbij het hoger technisch onderwijs in drie graden wordt ingedeeld:
- De derde graad omvat de afdelingen leidend tot de titel van handelsingenieur of tot die van licentiaat in de handelswetenschappen;
- De tweede graad omvat de afdelingen leidend tot de titel van Technisch ingenieur of die van architect.
Hiermede worden de studies van Technisch ingenieur en Architect gedegradeerd t.o.v. handelsonderwijs.
- Ongebreidelde toename van onderwijsinrichtingen.

In 1958 kwam er een einde aan de schoolstrijd tussen de onderwijsnetten door het afsluiten van het schoolpact. Het gevolg hiervan was dat door de verschillende onderwijsnetten en op alle niveaus nieuwe onderwijsinstellingen werden opgericht. Zo steeg het aantal instellingen voor Technisch ingenieur van 32 in 1958 tot 53 in 1968. Uiteraard steeg het aantal gediplomeerde Technisch ingenieurs, In de periode 1957-1965 waren er in België jaarlijks gemiddeld 1178 terwijl het aantal vacatures slechts 900 was.
| Inrichtende machten | Aantal Nederlandstalige scholen | Aantal Franstalige scholen |
|                     | 1958 -1968                      | 1958 - 1968                |
| ------------------- | ------------------------------- | -------------------------- |
| RIJK                | 9-10                            | 5-8                        |
| PROVINCIES          | 0- 2                            | 6-7                        |
| GEMEENTEN           | 2-3                             | 1-1                        |
| VRIJ                | 4-15                            | 5-7                        |
|                     |                                 |                            |
| TOTALEN             | 15-30                           | 17-23                      |

- Onderwaardering van de bevoegdheid.

De onderwaardering werd aangetoond door het KB van 11 augustus 1966 over het statuut van het rijkspersoneel. Onder niveau 1 werden de diploma’s van het hoger onderwijs vermeld zoals licentiaat in de handelswetenschappen en handelsingenieur uitgereikt volgens de wet van 11 september 1933. Op niveau 2 kwamen de diploma’s en getuigschriften van het middelbaar onderwijs, van architect en ook de einddiploma’s van studies in een hogere technische school, ...
Waarbij werd voorbijgegaan aan het feit dat ook het diploma van Technisch ingenieur werd uitgereikt volgens de wet van 11 september 1933.
- Verkeerde terminologie.

De gebruikte benaming van “niet-universitair hoger onderwijs” voor de studies was aanleiding tot verwarring op internationaal vlak.
Aan de Franstalige kant was er ook nog het probleem van de benaming “ingénieur technicien”. Dikwijls, en vooral in het buitenland, werd meer aandacht geschonken aan het adjectief “technicien” waardoor ze eerder bij de techniekers werden geklasseerd dan als ingenieur. De Franstaligen drongen dan ook sterk aan op het invoeren van een nieuwe benaming om aldus mistoestanden te voorkomen.

### Op Europees vlak
- De Europese Economische Gemeenschap.

De ontwerprichtlijnen van de E.E.G. betreffende het vestigingsrecht voor technici voorzagen slechts twee niveaus in de technische opleiding. Het hoogste niveau vereist minimum vier studiejaren aan een universitaire instelling (universiteiten en instellingen voor hoger onderwijs van hetzelfde niveau als een universiteit). In deze categorie horen dus de Belgische burgerlijk ingenieurs thuis evenals de Duitse Ingenieurs, de Diplom-Ingenieurs van de Technische Hochschule, de Franse "Grandes écoles en Grand établissement en de Nederlandse Technische hogeschool.
In het tweede niveau komen diegenen die zeven studiejaren gedaan hebben na het lager onderwijs mits zij zich tijdens de laatste twee jaren zouden specialiseren in een technische richting. Tot deze categorie behoorden de Duitse Fachschulingenieur (een gespecialiseerde vakman), de Luxemburgse Ingénieur-technicien (titel die op 19-jarige ouderdom werd behaald). De Belgische Technisch-ingenieur zou ook in deze categorie vallen omdat de opleiding in de Rijksinstellingen slechts drie jaar duurden, waar in vele vrije instellingen de studieduur vier jaar was.
- De Europese Federatie van Nationale Ingenieursverenigingen.

De F.E.A.N.I. werkte eveneens aan een Europees register. De categorie A-a was voorzien voor burgerlijke ingenieurs en gelijkgestelden, A-b voor de zogenaamde ingénieurs des Arts et Métiers, B-a de hogere technici, B-b de technici.

## Op zoek naar oplossingen

### Parlementaire initiatieven
- 6 mei 1959: Wetsvoorstel 153,[16] Hougardy c.s. De senatoren R. Vreven en N. Hougardy dienen in de Belgische Senaat een wetsvoorstel in.[17]
- 5 december 1962: Wetsvoorstel 39, Hougardy c.s.. Een nieuw wetsvoorstel van de senatoren N. Hougardy, P. De Smet, R. Vreven, E. Adam, P. Warnant en A. Slegten ingediend.[18]
- 3 mei 1967: Wetsvoorstel 230, Hougardy c.s.. Ditmaal van de senatoren N. Hougardy, E. Adam, M. Busieau, L. Merchiers, en A. Sledsens. Wetsvoorstel tot instelling van gediplomeerd ingenieur.[19]
- 12 november 1968: Wetsvoorstel 144, Coppieters[20] c.s., en zijn collega's volksvertegenwoordigers H. Verduyn, L. Van Steenkiste, E. De Facq en E. Raskin[21][22][23]
- 28 november 1968: Wetsvoorstel 177 Henckens c.s.. De volksvertegenwoordiger J. Henckens samen met zijn collega's Van Dessel en Swaelen (CVP), D'haeseleer en Grootjans (LP).[24]

Met hun voorstel beogen de auteurs de regeling van de volgende punten:
– Alleen de technische hogescholen en de centrale examencommissie kunnen het diploma van Technisch ingenieur uitreiken.
– Deze Technische Hogescholen zijn inrichtingen voor hoger onderwijs, onafhankelijk van het middelbaar of hoger technisch onderwijs.
– Het aantal Technische Hogescholen wordt beperkt tot 16 (8 in Vlaanderen, 6 in Wallonië en 2 in Brussel).
– De studieduur omvat een vierjarige cyclus zodat wordt voldaan aan de EEG normen.
– De Technisch ingenieurs mogen de afkorting "ing." gebruiken.
– De houders van het diploma en van de wettelijke graad van Technisch ingenieur behouden deze graad en worden gelijkgesteld met diegene die moeten voldoen aan de bepalingen van deze wet.
Dit wetsvoorstel komt volledig tegemoet aan de eisen van de studenten en van de Vereniging van Vlaamse Technische Ingenieurs.
- 3 december 1968. Wetsvoorstel 59 van de senatoren NN. Hougardy, Sledsens, Merchiers, Parmentier en De Clerck;[27]
- 7 januari 1969. Wetsvoorstel 226 van de volksvertegenwoordiger Delforge, geïnspireerd was door de N.U.T.I. De titel van industrie-ingenieur (fr: ingénieur industriel) zou worden uitgereikt door een «Hogere Nijverheidsschool». De hogescholen voor technisch ingenieur die reeds als zeer gespecialiseerde inrichtingen aangeschreven zijn,[28] zijn automatisch gerangschikt in de hoogste graad van het hoger technisch onderwijs.[29]

### Officiële adviescommissies
- 6 juli 1966: Adviescommissie voor studie van de vorming van Technische ingenieurs.

In de schoot van het toen nog unitaire staat ministerie van Nationale Opvoeding en Cultuur werd door de ministers Fr. Grootjans en M. Toussaint deze commissie opgericht. De commissie drong bij de regering aan om o.a.:
– de Technisch ingenieur de mogelijkheid te bieden zich voortdurend te vervolmaken;
– de overdreven aangroei van scholen en afdelingen te stoppen en te saneren;
– de classificering van de Technisch ingenieurs in het raam van de Gemeenschappelijke Markt mogelijk te maken op universitair niveau.
- 18 juli 1967: De Gemengde Werkgroep Rens voor het Hoger Niet-Universitair Onderwijs. Deze wordt geïnstalleerd door de Eerste Minister Vanden Boeynants, die tevens bevoegd is voor Wetenschapscoördinatie, in het kader van de Nationale Raad voor Wetenschapsbeleid (NRWB). Deze werkgroep bestond voor de helft uit afgevaardigden van de Nationale Raad voor Wetenschapsbeleid en voor de helft uit afgevaardigden van de Hoge Raad voor het Technisch Onderwijs.[31] De werkgroep werd kortweg De gemengde werkgroep Rens genoemd naar de naam van de voorzitter van de NRWB.

## Gediplomeerden en studenten protesteren
- 11 maart 1967: Nationaal Protestcongres.

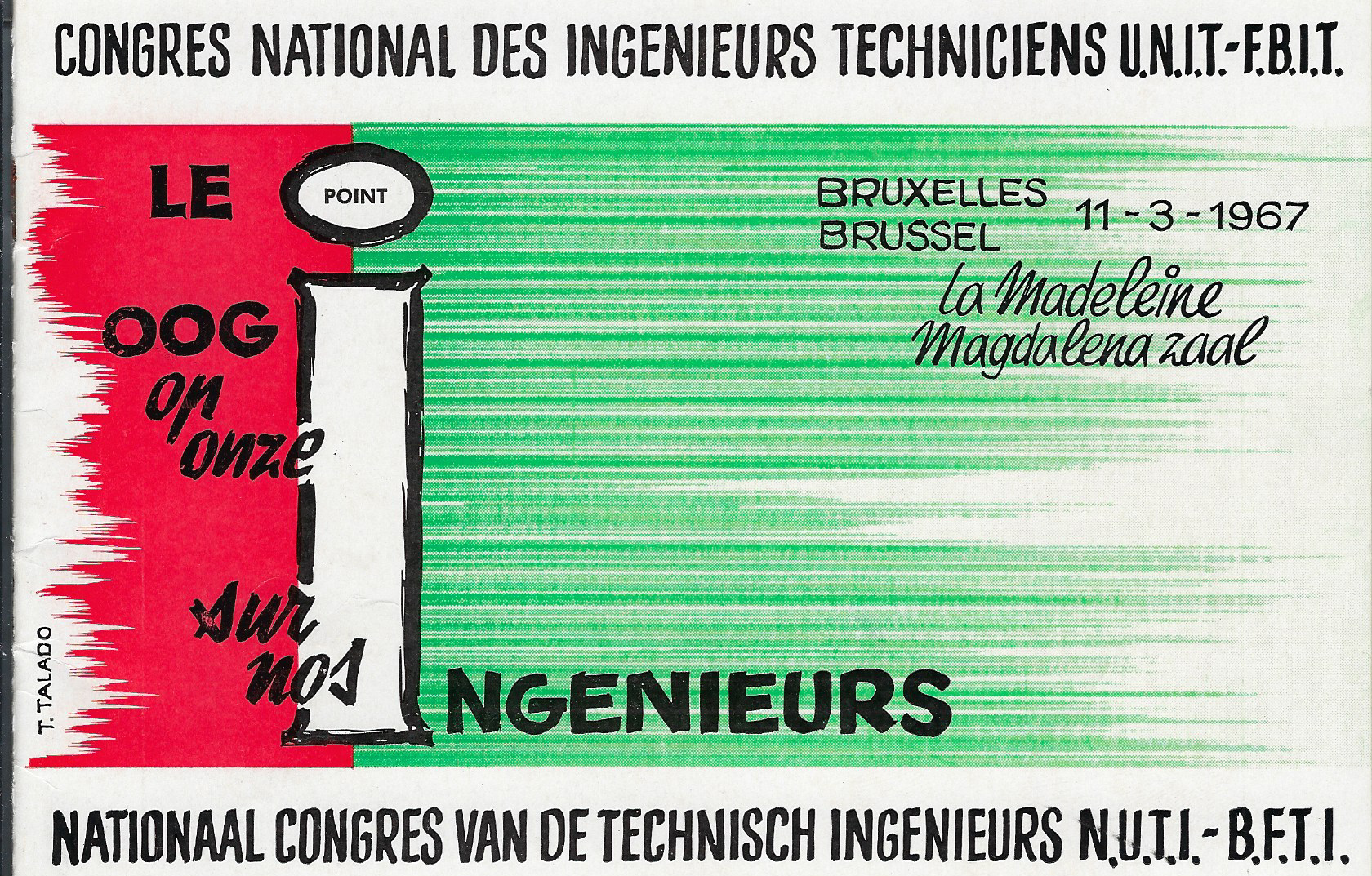
Protestcongres van Technische-ingenieursverenigingen in de Magdalenazaal te Brussel op 11 maart 1967

In de Magdalenazaal te Brussel wordt door NUTI (18 aangesloten verenigingen) en FBIT (4 verenigingen) een Congres georganiseerd. De thema’s zijn: Voor EEG is Technisch ingenieur slechts een technicus. Titel tussen twee stoelen. Te veel scholen van ongelijke kwaliteit. Zij zien als oplossing voor de problematiek: de beperking van het aantal scholen invoering van het vierjarig leerplan. (Zo niet een ander diploma voor de driejarige cyclus), erkenning op het hoogste niveau van het niet-universitair hoger onderwijs. Daardoor zouden de betere scholen (onderverstaan de alumni van de scholen aangesloten bij FBIT en NUTI) opgenomen kunnen worden in de categorie A-b.
Reacties:
-De eerste reactie komt van Kan. Dr. J. De Beul, Rector HTI St-Lieven, Gent: " Een reeks onjuiste en onrechtvaardige bedenkingen. Volgens de auteur zijn er in gans België voor het vrij onderwijs zes, voor het rijksonderwijs twee "goede scholen."
-Congres wil spoedig sanering van Hoger technisch onderwijs. Nog deze week voorstel Hougardy? Contra-protest. In een motie heeft de VVTI geprotesteerd tegen de overwegend negatieve geest die tot uiting is gekomen op het nationaal protestcongres.
- Naar boycot van technische scholen? Technische ingenieurs zijn palavers beu. Zij eisen dat voor september het ganse probleem zou zijn opgelost. Gebeurt dit niet dan zullen de scholen ertoe aangezet worden geen leerlingen meer te aanvaarden. Afwijzende reactie: De VVTI meent dat de NUTI door haar inefficiënte actie en haar gemis aan politiek inzicht de eerste verantwoordelijke is voor de voortdurende waardevermindering voor de graad van Technisch ingenieur.
-Technisch ingenieurs luiden de noodklok. Niet iedereen akkoord met standpunt van congres. De VVTI ontkent aan de organiserende schoolfederaties het recht zich op te werpen als de verdedigers van alle Technische ingenieurs gezien de schoolfederaties niet alle dragers van het wettelijk diploma van Technisch ingenieur als leden willen opnemen.
-Technisch ingenieurs eisen: vierjarige studiecyclus, aantal scholen beperken, universitair peil. De h. Doublet stelde, als lesgever, voor zo binnenkort de noodzakelijke aanpassingen niet worden doorgevoerd, verlaat dan als Technisch-ingenieur lesgever het onderwijs.
- 14 oktober 1968. Studenten vrezen dat er per 31 december 1968, ten gevolge van regelingen van het Verdrag van Rome, hun studies op Europees niveau lager zouden gerangschikt worden. Uitblijven van wettelijke graad oorzaak van malaise. Vlaamse Technisch ingenieurs vragen vier jaar uniforme studie.[23]

Studenten van vier Brusselse scholen voor Technisch ingenieur beginnen een staking, gevolgd door studenten in Aalst, Antwerpen, Bergen, Charleroi, Gent, Hasselt, Hoei en Mechelen. Zij eisen dat de regering dringend schikkingen treft voor het verwezenlijken van structuurhervormingen in het hoger technische onderwijs, nog vóór 31 december 1968
- 15 oktober 1968. Ministerie van Nationale Opvoeding: Eisen van Technisch ingenieurs worden voor 1 december uitgewerkt.[26]
- 17 en 18 oktober 1968. Uitbreiding van de protestactie.[25][35]
- 21 oktober 1968. Reeds verzet van VVTI: Geen discriminatie tussen afgestudeerden onderling en tussen de afgestudeerden van het nieuwe en oude regime.[23]
- 22 oktober 1968. Niet gepaaid, studenten van het technisch hoger onderwijs van Brussel bezetten trappen van het Beursgebouw.[26] H.T.O.-studenten bezetten gebouw van Radio-Limburg te Hasselt.[41]
- 23 oktober 1968. Ondanks beloften van de ministers van Nationale Opvoeding. De beweging van de Technische ingenieurs vertraagt niet.[42]

- Het bestuur van FBIT neemt akte van de verklaring van de ministers en verheugt zich dat de studenten van de aangesloten scholen niet langer staken.
- BSP wil wetsontwerp TI voor 31 december.
- 24 oktober 1968. Studenten-Technisch ingenieurs houden er voorlopig mee op.[30] Staking ten einde. Agrarische sector blijft in de kou staan.[26]

#### Tussentijds verslag van de Gemengde Werkgroep Rens
- 18 november 1968: De ministers Vermeylen en Dubois ontvingen een tussentijds verslag.

Het probleem met de 57 bestaande scholen voor technische ingenieurs kan worden opgelost door o.a.:
- De creatie van een nieuwe titel industrie-ingenieur;
- Zes tot tien Hogere Industriële Instituten;
- Bij voorkeur een pluralistische inrichtende overheid in elke streek of provincie, paritair gevormd door de overheids- en de privésector;
- Studieduur vier of vijf jaar op universitair niveau volgens de Europese normen;
- De Instituten mogen tegelijkertijd studies organiseren voor Technisch- en Industrie-ingenieur;
- De Technisch-ingenieurs met een diploma volgens het oud stelsel kunnen het diploma van industrie-ingenieur behalen mits een proef op basis van een verhandeling of van persoonlijke studies. Voor diegenen die meer dan tien jaar gediplomeerd zijn kan die proef uitsluitend op dossier gebeuren;
- Het verslag stelt eveneens voor een permanent officieel overlegorgaan op te richten waar vertegenwoordigers van de universiteiten en van andere vormen van hoger onderwijs alle problemen van gemeenschappelijk belang zouden bespreken;
- Voor wat betreft het sociaal aspect betreft stelt de werkgroep vast dat de universitaire studies minder kosten dan deze van andere vormen van hoger onderwijs.[35]

##### Reacties
- 21 november 1968: - VVTI: Verslag - Rens is merkwaardig maar niet akkoord met derde ingenieurstype, Het Algemeen Bestuur van de VVTI vestigt er nogmaals de aandacht op dat het niet gaat om de herwaardering van de studies en de titel, doch om het wettelijke bekrachtigen van van een feitelijke toestand en een feitelijk niveau. Het ziet slechts de enige rechtvaardige en aanvaardbare oplossing in het verlenen van titel van technisch ingenieur aan de, in het verslag Rens hogere opleiding van lange duur en in het bevestigen van alle studenten-technisch ingenieur en alle vroegere afgestudeerden in dit niveau. De VVTI vindt dan ook de voorziene overgangsmaatregelen arbitrair en discriminatorisch t.o.v. de bezitters van een zelfde wettelijk diploma. (voor meer uitleg zie: VVTI, eerste interimverslag van de Gemengde werkgroep voor het hoger-niet universitair Onderwijs. Vereniging van Vlaamse Technische Ingenieurs).[25]

- NUTI maakt streng voorbehoud, Doordat de voornaamste belanghebbenden - de gediplomeerden - niet uitgenodigd werden om aan de besprekingen deel te nemen, was het de organisaties van technische ingenieurs niet mogelijk om hun stem op een officiële wijze uit te brengen.
- Technische Ingenieurs gaan maar gedeeltelijk akkoord met Verslag-Rens.
- Verenigingen technische ingenieurs niet akkoord met vooropgestelde titel van "ingenieur-technicus"
- Werkgroep-Rens wenst industrie-ingenieurs. Oplossing voor nijpend probleem?
- 21 december 1968: FBIT akkoord met verslag - Rens. Deze Federatie heeft de vertegenwoordigers van de vijf aangesloten oud-studentenverenigingen,[45] evenals de directeurs van de betreffende scholen en de betrokken verenigingen van professoren en studentenbonden uitgenodigd op een gemeenschappelijke vergadering met als besluiten:

- ze gaan unaniem akkoord met het verslag-Rens;
- ze verzetten zich nogmaals tegen
- het promoveren tot de derde graad van het H.T.O. van afdelingen en inrichtingen die over het hele land werden opgericht;
- het overhaast oprichten van nieuwe instellingen die uitsluitend het diploma van industrieel ingenieur mogen uitreiken;
- elke andere oplossing waarbij de herklassering van bestaande scholen zou uitgesloten zijn.
- ze eisen aangepaste maatregelen voor het assimileren van de gediplomeerden en de studenten aan het diploma van industrieel ingenieur, namelijk:
-de mogelijkheid van de gepromoveerde scholen om aan hun gediplomeerden en studenten het diploma van industrieel ingenieur uit te reiken;
- de vertegenwoordiging van de gepromoveerde scholen en oud-studentenverenigingen in de bevoegde commissies voor het uitreiken van het diploma van industrieel ingenieur in de andere gevallen.

#### Een wetsontwerp wordt aangekondigd tegen 1 januari 1969
- 19 november 1698: De ministers Vermeylen en Dubois verklaren dat ze een wetsontwerp zullen indienen voor de opleiding van de technisch ingenieurs waarbij ze zich zullen baseren op het verslag van de gemengde werkgroep-Rens. Industriële ingenieur na 4 of 5 jaar en ingenieur-technicus na 2 jaar. Zes scholen voor lange opleiding (twee in Vlaanderen, twee in Wallonië en twee in Brussel).[44]
- 4 december 1968: De Kamercommissie van Nationale Opvoeding beslist een werkgroep op te richten die contact zal opnemen met alle groeperingen waarvan de adviezen haar nuttig zouden blijken. Samen met het regeringsontwerp zullen ook de wetsvoorstellen van CVP en VU worden onderzocht.[46]

- De NUTI zal haar definitieve houding bepalen na consultaties met de andere ingenieursverenigingen FBIT en VVTI.
Voorstel van de K.V.I.V. en het C.U.I.B.(Centrum voor Uitbouw van het Ingenieursberoep). Zij verwerpen o.a. het voorstel van de N.U.T.I. om enkel bepaalde Hogere Technische Scholen (de zogenaamde Grote Scholen, waarvan de afgestudeerden lid zijn van de N.U.T.I.) het universitair statuut te geven. Ze stellen o.a. voor:
1. De Europese richtlijnen aan te passen door de invoering van een nieuw opleidingsniveau onder dit van universitair ingenieur nl. "conducteur";
2. De bestaande scholen voor Technisch ingenieur, die de opleiding tot conducteur niet mogen inrichten, worden omgevormd tot scholen voor "Europese technici";
3. De bestaande Technisch ingenieurs worden beschouwd als "conducteurs".
De VVTI reageert hierop dat de dit plan aan het licht brengt dat de vertegenwoordigende organisaties van universitaire ingenieurs de ingenieurskwalificatie wil monopoliseren en een 35 jaar oud vraagstuk wil beslechten door het beroep van technisch ingenieur te devalueren. De vereniging is bereid van toe te geven dat de finaliteit van de meer op de praktijk gerichte opleiding van Technisch ingenieur verschillend is, maar verklaart dat zulks niet betekent dat het beroep functioneel ondergeschikt zou zijn aan dat van burgerlijk ingenieur. Toestanden in de nijverheid bewijzen het tegenovergestelde.

## Ministeriële wetsontwerpen

### Voorontwerp Vermeylen
Het voorontwerp voorziet de instelling van de graad van industrieel- en landbouwingenieur die slechts in een beperkt aantal specialiteiten en scholen van de derde graad zullen uitgereikt worden na een eenvormige studieduur van 4 jaar. De toelatingsvoorwaarden zijn dezelfde als die voor de universiteiten.
De instellingen:
- mogen slechts afdelingen voor hoger technisch onderwijs bevatten;
- mogen niet gelijktijdig hoger technisch onderwijs van de tweede graad in dezelfde specialiteit geven;
- zullen enkel over onderwijzend personeel mogen beschikken met een universitair diploma.

De huidige technische ingenieurs, leraars in de 2e graad van het H.T.O. worden ofwel ontslagen, ofwel in rang verlaagd.

De overgangsmaatregelen voor de technische ingenieurs:
- gediplomeerd vóór 1958 zullen de toelating kunnen verkrijgen de nieuwe titels te voeren zonder enig ander recht noch nationaal noch internationaal;
- gediplomeerd tussen 1958 en 1973 zullen het diploma en de graad van industriële ingenieur kunnen verwerven mits het slagen in een proef die afgenomen wordt door een staatsjury. De inhoud van de proef is nog te bepalen maar zou wel een examen van het schooltype zijn. De staatsjury zal gedurende 5 jaar zetelen.
- De studenten technisch ingenieur die geslaagd zijn in het eerste jaar zullen worden toegelaten in het tweede jaar van de nieuwe instellingen.

De wet zou van kracht worden op 1 september 1968 (het huidige academiejaar).

#### Nieuwe acties
- 4 december 1968: De Technisch ingenieur-studenten stelden vast dat de regering haar belofte, vóór 1 december een basistekst voor een wetsontwerp betreffende de Technisch ingenieurstitel niet is nagekomen en besluiten te staken.[23]

De studenten gaan met verscheidene punten uit het verslag-Rens niet akkoord o.m. het voorstel van de graad "industrie-ingenieur". Zij scharen zich ook achter de wetsvoorstellen Coppieters en Henckens.
- 5 december 1968: Studenten technisch-ingenieur betogen te Antwerpen, Hasselt, Geel en Oostende.[35]
- 6 december 1968: Een luidruchtige manifestatie trekt door de straten van Brussel. Na het einde deed Leo Wezenbeek, voorzitter van de Nationale Federatie van studenten Technisch ingenieur, zijn beklag dat van de drieënvijftig scholen er zes afwezig waren onder het voorwendsel dat ze voldeden aan de Europese voorwaarden.

##### Niet solidair
De studenten-ingenieurs van verschillende scholen verklaren dat zij niet solidair zijn met de NFSTI omdat de doelstellingen van de NFSTI niet overeenkomen met de hunne. Het zijn: ECAM en Meurice uit Brussel, Instituut Gramme (Luik), Instituut Koningin Astrid (Bergen), Scheikundig Instituut (Hornu) en de Arbeidsuniversiteit (Charleroi).

##### Reactie namens verenigingen
- 9 dec 1968: De bijzonderste verantwoordelijken van de NUTI, de VVTI, de Nationale Assiociatie der Technische Ingenieurs van de Administratie (NATIA), de Nationale Unie van Textielingenieurs en Bedrijfsleiders (UNITEX) en de Belgische Kamer van Raadgevende Ingenieurs en Experten uit het H.T.O. (BKRIE) verzetten zich met klem tegen:

1. het simultaan bestaan van twee ingenieurstitels in het H.T.O. en opteren voor de graad van industrieel ingenieur, met dien verstande dat de titel van Technische ingenieur vervalt;
2. tegen alle subjectieve en arbitraire maatregelen tegenover de gediplomeerden, de studenten en de leden van het leidinggevend en onderwijzend personeel.[52]

##### Probleem op Europees niveau niet dringend
- Tijdens een persconferentie citeert minister Dubois een brief van Jean Rey, de voorzitter van de EEG-commissie: " De commissie heeft terzake nog geen enkel standpunt ingenomen."[25]

##### Staten-Generaal VVTI en NFSTI
- 21 december 1968: VVTI en de NFSTI organiseren een Staten-Generaal te Antwerpen. De verklaringen van de ministers Vermeylen en Dubois werden onder de loep genomen. Ook de wetsvoorstellen in verband met de Technisch ingenieurs, het interim-verslag Rens en het voorontwerp Vermeylen-Dubois werden besproken. Vooraf werd door O. François, algemeen voorzitter VVTI, en L. Wezenbeek, Voorzitter NFSTI, het probleem duidelijk gesteld. Volksvertegenwoordiger F. Swaelen sprak zijn ontgoocheling uit over de persconferentie van de ministers van Nationale Opvoeding en lichtte vervolgens het wetsvoorstel Henckens - D'Haeseleer toe. Volksvertegenwoordiger M. Coppieters handelde over zijn wetsvoorstel. G. Van Wichelen, Algemeen-secretaris van de VVTI, had tot slot over de laatste regeringsinitiatieven die hij een oorlogsverklaring aan de Technisch ingenieurs noemde. Er werd een motie goedgekeurd waarin de Technisch-ingenieurs en studenten technisch ingenieur:
- vaststellen dat de wetgever sinds 35 jaar heeft verwaarloosd een wettelijke regeling van de studies van technisch ingenieur uit te vaardigen waardoor de wetgever rechtstreeks aan de basis ligt van de moeilijkheden en dat de wetgever zo spoedig mogelijk een definitieve regeling uit zou werken;
- zich verzetten tegen het invoeren van een derde ingenieurstitel waarmee het eigenlijke probleem niet wordt opgelost maar nog meer verwarring sticht;
- het asociaal en discriminerend karakter van de overgangsmaatregelen aan de kaak stellen waardoor de graad van Technisch ingenieur, door de wetgever ingesteld en beschermd, zou gedevalueerd worden met terugwerkende kracht;
- zich scharen achter de wetsvoorstellen ingediend enerzijds door de hh. Henckens, Swaelen cs, en anderzijds door de h. Coppieters.[25][26][42][53]

#### Ministers hebben hun beloften niet gehouden
De herhaaldelijke beloften van de ministers Vermeylen en Dubois om vóór 1 januari 1969 een wetsontwerp in te dienen zijn niet nageleefd.
- 2 januari 1969: Volgens het wetenschappelijk personeel en de studenten van de faculteit der toegepaste wetenschappen van de rijksuniversiteit te Gent zou het toekennen van een universitair statuut aan enkele scholen voor Technisch ingenieurs onverantwoord zijn. Voor hen is de oplossing het scheppen van een derde niveau van technisch onderwijs.[44]

- Professor ir. Houwinck heeft een vergelijkende studie gemaakt tussen de Belgische en de buitenlandse normen waarbij aangetoond werd dat ons Hoger Technisch Onderwijs op een peil stond dat de vergelijking met de Euring-norm kan doorstaan.
- 6 januari 1969: Senator Leo Van Raemdonck herinnert aan de besluiten van het provinciaal C.V.P.-congres van 14 december 1968 waarbij dient voorzien in een gerevaloriseerde ingenieursopleiding in Limburg, het valoriseren en oriënteren van de opleidingen in het H.N.U.O. dat in Limburg en hoge deelname kent. Hij benadrukt dat Limburg in elk geval zijn school voor t.i. moet hebben.[55]
- 23 januari 1969: Baron Van der Bruggen, voorzitter van het Nationaal Verbond van het Katholiek Technisch onderwijs[56] bepleit nieuw diploma dat op het hoogste Europees niveau zou kunnen geklasseerd worden.[57]
- 1 februari 1969: Studenten van de drie hogere textielscholen van Gent, Verviers en Doornik overhandigen een verzoekschrift aan minister André Vlerick met het verzoek van een onmiddellijke aanpassing van de leerprogramma's met een studieduur van 4 jaar. Zij verzetten zich tegen het scheppen van een derde ingenieurstitel en het oprichten van nieuwe textielscholen.[25]
- 10 februari 1969: Dr. Jef Rens betoogde te Oudergem dat de graad van Technisch ingenieur te lijden had ingevolge het wanbegrip dat heerst tussen de graad van burgerlijk- en Technisch ingenieur, door de niet erkenning van zijn titel in de EEG-landen en door het feit dat zij niet kunnen mededingen naar betrekkingen van eerste categorie in de openbare instellingen. Hij oordeelt dat veel nuttige energie verloren gaat bij de splitsing in het universitair en hoger onderwijs. Bij de overgang van de ene vorm van onderwijs naar de andere verliest een student in het huidige systeem minstens een jaar of twee.[25]
- 6 maart 1969.

### Ontwerp-Vermeylen-Dubois voorziet derde ingenieurstitel
Een derde ingenieurstype in 23 Hogere Industriële Instituten en zeven specialisaties.
- Torpedo-ontwerp van Vermeylen en Dubois. Herwaardering Technische ingenieurs ondergraven. Technische ingenieurs-lesgevers hangen in de lucht.
Aan de studies Technisch ingenieurs wordt praktisch niet geraakt, wel wordt voor hen de poort opengelaten. Mits een tijdige overschakeling zouden zij de nieuwe titel kunnen verwerven. Anders komen zij achteraan het Belgisch rijtje van ingenieurstypes. Door het scheppen van een nieuw ingenieurstype met bijhorende afzonderlijke instituten en dito leerkrachten is er van een werkelijke herwaardering van de studies van Technisch ingenieur geen sprake.
- Aanslag op Technische ingenieurs en vrij onderwijs
Het project behelst de oprichting van Hoger Industriële Instituten die de titel van industrieel ingenieur zouden verlenen. Meteen zou dus de derde ingenieurstitel een realiteit worden. Van de gevraagde revalorisatie van het diploma van Technisch Ingenieur is geen sprake meer. Zowel de studenten als de afgestudeerden worden in de eerste plaats het kind van de rekening. Er zou alleen een oplossing bestaan voor de studenten van het eerste jaar. Deze van de andere jaren zullen hun studies moeten beëindigen en nadien twee jaar bijdoen om Industrieel Ingenieur te worden. Om later burgerlijk ingenieur te worden dienen zij in totaal 9 jaar te studeren. Voor de TI is de discriminatie nog groter. Willen zij II worden moeten zij zich aanbieden voor een dubbele proef. In de H.I.I. zou het lesgeven uitsluitend toevertrouwd worden aan universitair gediplomeerden. Later zal er bij Koninklijk besluit uitgemaakt worden welke andere gediplomeerden in aanmerking komen.
Slechts een zeer beperkt aantal van de H.I.I. zou aan het Vrij Onderwijs worden toegewezen. Als compensatie zal men dan waarschijnlijk aanvaarden dat alle scholen voor TI blijven bestaan. Van de gevraagde rationalisatie komt dus niets in huis.
- 7 maart 1969: De V.V.T.I betreurt dat, ondanks de beloften gedaan door de ministers van Nationale opvoeding in december ll, de betrokkenen niet werden geraadpleegd. De V.V.T.I. stelt vast dat de voorstellen geen fundamentele oplossing brengen, maar integendeel de problemen vergroot werden. Evenmin zal het behoud van alle scholen voor t.i. geen einde maken aan de toestanden van de huidige malaise. De maatregelen tegenover de studenten en deze waarbij de Technisch ingenieurs niet aanvaard worden als lesgevers zijn te betreuren. De V.V.T.I. verzet zich tegen het invoeren van een derde titel en tegen de dubbele proef om de nieuwe graad te bekomen. Door deze a-sociale maatregel wordt het diploma van Technisch ingenieur in feite gedevalueerd. Desondanks stelt de V.V.T.I. vast dat tegemoet werd gekomen aan twee van haar fundamentele eisen: de toelatingsvoorwaarden zullen dezelfde zijn als die voor burgerlijk ingenieur en dat de Hogere Instituten zullen gescheiden zijn van opleidingsvormen op een lager niveau.[54]

- Des Guten zuviel.
Het ministerieel ontwerp wijkt vooral van de voorstellen-Rens af - en dat was te vrezen- door het aantal hogere instituten. Namelijk maximum 10 in de voorstellen-Rens tegen 23 bij Vermeylen-Dubois. Besluit: tussen de 53 bestaande Hogere Technische Instituten en de 7 polytechnische faculteiten worden nog eens 23 industriële instituten opgericht.
- Paul Goossens voorzitter van de Vlaamse Vereniging van Studenten vindt het onaanvaardbaar dat studenten het bestaan van wetsontwerpen uit de krant moeten lezen. Zij eisen voorafgaandelijke informatie en raadpleging. Voor het oprichten van nieuwe instellingen wordt de eis gesteld van een volledig pluralisme en vrije mogelijkheid voor iedereen.
- 14 maart 1969: Misverstand Vermeylen-Dubois oorzaak van nieuwe beroering.

Klaarblijkelijk moet er tussen de beide ministers van Nationale Opvoeding een misverstand bestaan of alleszins een gebrek aan coördinatie. Men is blijkbaar de initiale bedoeling uit het oog verloren: de herwaardering van het diploma van T.I. te bekomen in Europees verband, samen met een hervorming en rationalisatie van het onderwijs terzake. Momenteel zijn alle kringen nu akkoord om naast de titel van burgerlijk ingenieur slechts één tweede titel te herkennen. Alleen de politieke organen schijnen nog niet overtuigd ondanks de opvattingen van de Belgische Nijverheid, de verenigingen van burgerlijke en Technische ingenieurs ter zake. Aanvankelijk was minister Dubois waarschijnlijk slecht geïnspireerd maar door besprekingen evolueerden de standpunten van het departement en is men in grote lijnen akkoord over de voornaamste punten. Alleen over de benaming werd aanvankelijk nog gediscussieerd, hoofdzaak is echter dat men geen derde titel creëert, maar de bestaande herwaardeert, waarop men wacht sinds 1933. Blijft nog vooral het probleem van de overgangsmaatregelen. Ofwel eist men een automatische aanvaarding van alle gediplomeerden ofwel alleen een onderzoek van dossier ( curr. vitae, bijkomende vorming, prestaties, publicaties, enz). Alleen in geval van twijfel zou een bijkomende proef gewettigd zijn. Het is een kwestie van sociale rechtvaardigheid omdat het niet opgaat dat de T.I. het slachtoffer wordt van een verregaande discriminatie omdat de wetgever verzuimde tijdig zijn verantwoordelijkheid te nemen. Het probleem van de T.I. om les te mogen geven kan worden opgelost met het voorstel van volksvertegenwoordiger Swaelen om een geaggregeerde van het H.T.O. te voorzien.
- Studenten van vier Antwerpse scholen verzamelden aan het Stadspark en trokken naar de Groenplaats. Het verkeer werd op alle kruispunten een tijdlang lamgelegd.
- Studenten van de Tuinbouwschool te Vilvoorde zijn in staking gegaan. Directie en leerkrachten hebben zich solidair verklaard met de actie.
- 17 maart 1969: Studenten-Technisch ingenieurs hervatten stakingen en betogingen o.a. in Charleroi.[42]

- VVTI en NUTI vinden dat het wetsontwerp de problemen van alle andere beroepsmensen uit het HTO regelt terwijl de problematiek van de T.I. eens te meer wordt omzeild. Zij zijn overtuigd dat de volksvertegenwoordigers de belangen van de T.I. zullen verdedigen en ze op internationaal vlak veilig stellen.
- 18 maart 1969: Nieuwe studentenacties in heel het land.[25]
- 19 maart 1969: Luik: rond 11 uur werden alle voor het publiek toegankelijke lokalen van de Telefooncentrale bezet. De verbindingen werden verbroken. De politie voerde een charge uit in het gebouw en vervolgens tot in de aanpalende straten. Studenten werden tot bloedens toe geslagen Journalisten werden beledigd door de politie en verhinderd hun werk te doen.[62]

- Antwerpen: Een groep studenten staken een stropop volgepropt met bommetjes, die minister Vermeylen voorstelde, in brand waarna fakkeldragers en zingende studenten een rondedans hielden. Na een uurtje kregen een tiental studenten een "gratis lift" naar het commissariaat. De betogende studenten belegerden dan het politiekantoor. De politie liet daarop de studenten vrij.
- Oostende: studenten bezetten kruispunten en gooiden met eieren naar de politie. Acht studenten werden opgeleid.
- Kortrijk: studenten voorzien van veegborstels en een karretje veegden de voornaamste straten schoon. Op hun spandoeken stond "Revalorisatie van ons diploma" en "Technisch ingenieurs zijn straatvegers".
- Anderlecht: studenten zijn overgegaan tot "urbanisatie-guerrilla-acties" waarbij ze op verschillende plaatsen rond de school de straten hebben opengebroken.
- Bergen: Studenten, dragers van zwarte vlaggen, uit Bergen en Charleroi betoogden in de stad.
- 20 maart 1969: VVTI steunt de acties van de studenten technisch-ingenieur voor een effectieve valorisatie van het diploma van T.I. De VVTI verwerpt alle voorstellen die hieraan niet tegemoet komen.[63]

- Luik: Studenten, vergezeld van de directeurs en professoren van hun scholen, werden achtereenvolgens ontvangen door de provinciegouverneur Pierre Clerdent en de burgemeester Maurice Destenay aan wie ze hun voornaamste eisen hebben meegedeeld. Vervolgens vormden ze een stilzwijgende stoet, als protest tegen het brutaal optreden van de politie gedurende de vorige dagen. Zij droegen o.a. een spandoek met opschrift "Dubois, het bloed van de studenten zal je besmeuren".
- 21 maart 1969: De verenigingen van afgestudeerden aangesloten bij F.B.I.T. hebben samen met de directeurs van de overeenkomstige scholen, het professorenkorps en de studenten een brief gestuurd naar de ministers van Nationale opvoeding waarin o.a. wordt aangedrongen op een onvoorwaardelijke assimilatie van de afgestudeerden die aangesloten zijn bij de F.B.I.T. evenals van de studenten van die scholen.[40]

Eensgezindheid tussen Burgerlijke-, Technische ingenieurs en Belgische Nijverheid.
Vertegenwoordigers van de KVIV, (KVIV), de Fabi (Fédération Royale d'Associations Belges d'Ingénieurs Civils), UNIT-NUTI (Nationale Unie van Technische Ingenieurs), VVTI (Vereniging van Vlaamse Technische Ingenieurs en het VBO (Verbond van Belgische Ondernemingen) hebben een gemeenschappelijk standpunt aangenomen betreffende de voorstellen die ze zullen voorleggen aan de regering in verband met de hervorming en de revalorisatie van de studies van Technisch ingenieur. Het betreft het feit dat de herstructurering van de studies van t.i. zou moeten deel uitmaken van een globale herstructurering van het hoger onderwijs en dat de herstructurering van het H.T.O. niet enkel de rationalisatie maar ook een hoger niveau van het onderwijs moet betrachten.

#### Afkeuring van regering en politie
- Vlaamse CVP-Kamerfractie laakt immobilisme op Nationale Opvoeding, de regering staat nog nergens.
- Liberale parlementsfracties hielden krijgsraad. Het ontwerp betreffende de Technisch ingenieurs is niet in overeenstemming met het Verbond van Belgische Ondernemingen noch met de gewettigde eisen van de betrokken Technische ingenieurs en studenten.
- Het Nationaal bureau van de sector "Onderwijs" van de C.G.S.P. heeft de ongehoorde brutaliteiten van de politie t.o.v. de jeugdige studenten aan de kaak gesteld. Het klaagt het feit aan dat het ontwerp van de hervorming van de studies voor t.i. nog niet voorgelegd werd ter raadpleging van de sydicale organisaties.
- Met zijn ontwerp inzake de Technische ingenieurs waagt minister Vermeylen zich op politiek drijfzand. Zijn ontwerp valt immers nadelig uit voor het vrij onderwijs, dat maar 7 instellingen voor industrie-ingenieur zou mogen oprichten tegenover 16 voor het officieel onderwijs (rijk, gemeenten en provincies).
- De ABVV Jongeren steunen volledig de eisen van de Technische ingenieurs, laken de onterechte politie-repressie en doen een oproep tot de minister van Binnenlandse Zaken opdat er onmiddellijk een eind wordt gesteld aan de ontoelaatbare brutaliteiten.
- Het bureau van de B.S.P. maant de onderwijsministers tot spoed aan en keurde het brutale optreden van de politie af tijdens de studentenbetogingen o.m. te Gent en te Luik. Zelfs al hadden er buitensporigheden plaats, dan wettigden ze nog geen zo strenge maatregelen.
- De heer Williot, voorzitter van de Algemene Belgische Persbond protesteerde bij de minister van Binnenlandse Zaken Lucien Harmegnies over de behandeling van de beroepsjournalisten, die naar aanleiding van studentenbetogingen kwetsend werden behandeld door politie en rijkswacht, die soms hun officiële persdocumenten als van geen waarde hadden beschouwd. De minister antwoordde dat het onduldbaar was dat journalisten belet worden hun informatieopdracht normaal uit te oefenen. Hij herinnert de verantwoordelijken van politie en rijkswacht aan de duidelijke bepalingen van zijn rondschrijven betreffende persdocumenten.

#### Gezamenlijke persconferentie NUTI-VVTI
Technisch ingenieurs stellen eisen

De heren R. Lully, voorzitter van de NUTI, en R. De Wolf, ondervoorzitter van VVTI, hebben tijdens een persconferentie te Brussel hun eisen gesteld namens hun respectieve verenigingen:
1. een enkele ingenieursgraad behouden, uitgereikt door H.T.O.;
2. gelijkschakelen van de toelatingsvoorwaarden zodat voldaan wordt aan de eisen om in het buitenland hun beroep uit te oefenen;
3. de 35 bestaande specialiteiten herleiden tot een beperkt aantal;
4. de studieduur eenvormig op 4 jaar brengen, verdeeld in 2 cycli, elk bekroond met een eigen dipoloma;
5. na sanering en rationalisatie van de onderwijsnetten het diploma laten uitreiken door slechts een beperkt aantal instellingen ;
6. de verschillende scholen of afdelingen concentreren in grotere administratieve complexen;
7. de instellingen mogen slechts afdelingen van hoger onderwijs bevatten;
8. de rechten vrijwaren van degenen die een wettelijk erkende ingenieursgraad uit het HTO verworven hebben door automatische assimilatie;
9. de loopbanen van de collega's ambtenaren herzien in verband met de classificatie in het functieorganigram;
10. de leden van het leidinggevend en onderwijzend personeel in de huidige scholen voor Technische ingenieurs, titularis van een ingenieursgraad HTO, de verworven rechten toekennen inzake hun huidige opdracht en absolute prioriteit verlenen voor hun aanduiding in een instelling van de derde graad HTO voor ingenieurs;
11. het uitgereikte diploma moet door de Belgische Staat worden erkend als een titel die toelaat om in de eerste categorie van de beroepsclassificatie te worden gerangschikt;
12. de studenten, die ingeschreven zijn bij het invoege treden van de nieuwe wet, moeten de gelegenheid krijgen de aangevatte studies te voleindigen en het geherwaardeerd diploma te behalen.[26][40][41][54][64][69][70][71][72]

#### Studenten in actie
- 21 maart 1969: Antwerpen: Zo'n zevenhonderd studenten bogen zich met toewijding over de stoepen van de Antwerpse straten. De stoepen werden gevaagd en geschrobd met de bedoeling een volwaardig statuut voor de Technisch-ingenieurs te bekomen.[73]

- Mechelen. Een vierhonderdtal studenten zijn in stoet naar Sint-Katelijne-Waver gegaan om er een handje toe te steken bij de opruimingswerken veroorzaakt door een ontploffing. Wegens nog bestaand ontploffingsgevaar was dat niet mogelijk.
- Brussel: Een honderdtal studenten T.I. o.l.v. Leo Wezenbeek hebben gepoogd het Flageygebouw op het Flageyplein te bezetten. De deuren werden voor hun neus gesloten en een bediende nam hen onder "vuur" met een waterslang. Het was de bedoeling dat hun eisen werden uitgezonden. Een andere groep poogde hetzelfde op het informatiecentrum, op het De Brouckèreplein, maar werden verdreven door de politie. Het Telefoongebouw in de Strostraat werd ook uitgekozen voor bezetting. De agenten die de wacht hielden werden bekogeld met eieren. Er werd ook gepoogd de Van Praetbrug te bezetten maar een belangrijke politiemacht verhinderde dat.
- Luik. Een zeshonderd studenten bespraken omstreeks 23 uur hun eisen met bioscoopbezoekers. Rond middernacht poogden ze het dagblad La Meuse te bezetten. De politie greep in en er vielen gekwetsten.
- Gent. Studenten hebben een tent opgetrokken op de kiosk op de Kouter. De kiosk werd behangen met spandoeken waarop hun eisen. Bloemenverkopers schonken hen bloemen uit sympathie.
- Oostende. De studenten van het H.T.I. begonnen met het in brand steken van rubberen banden op het strand. Zij stapten dan door de stad waarbij zij een voddenpop meedroegen die minister Vermeylen voorstelde en scandeerden daarbij "Vermeylen of Barabas? Barabas!". Zij hielden eveneens een zitstaking om de tram op te houden en kwam het tot een schermutseling met de politie die escaleerde in een eiergevecht waarop een achttal manifestanten werden opgeleid.
- 22 maart 1969: Mechelen. Minister Vermeylen gaf, als professor aan de V.U.B., een uiteenzetting over deze Universiteit. Hij verklaarde er ook dat hij vasthield aan zijn voorstel van industrieel ingenieur. De afgestudeerden zullen die titel niet automatische krijgen, slechts nadat ze in de nijverheid bewezen hebben de titel waard te zijn of na een examen.[23][44][64][77]

- De VVTI is er over verwonderd dat de minister geen rekening hield met het akkoord dat bereikt werd tussen de Belgische nijverheid en de verenigingen van burgerlijke- en Technische ingenieurs waarin een derde ingenieurstitel verworpen wordt.
-Aarlen. Studenten hebben het Postkantoor bezet, rookbommetjes gegooid en vervolgens opstoppingen veroorzaakt op de N4 (België) en het spoorwegstation bezet.
- Brussel. Rond 16 uur stond de tramtunnel aan het Station Brussel-Zuid vol rook. Studenten hadden er versleten autobanden in brand gestoken. Het duurde een hele tijd vooraleer alles weer in orde was.
- Kortrijk.  Om 14u30 zijn alle klokken beginnen te luiden. Het was een mooi concert dat veel bijval had. Studenten hadden zich voorgedaan als controleurs van de elektriciteit en aldus toegang gekregen tot de elektrische installaties van de klokken. De studenten wilden ook de burelen van de B.R.T. bezetten evenals het Hoofdpostkantoor maar dit werd belet door een sterke politiemacht. Al ze het drukke verkeer wilden beletten ontaardden de zaken. Het werd een gevecht met eieren en stinkbommen enerzijds en matrakslagen anderzijds. Later werden waterkanonnen opgesteld en de rijkswacht in gereedheid gebracht aan het politiekantoor.
- Mechelen. Een tweehonderdtal studenten poogden tevergeefs verschillende straten op te breken.
- 24 maart 1969

- Hasselt. Misplaatste grap. Tijdens de nacht van zondag op maandag werden banden afgelaten van een dertigtal bussen van de Buurtspoorwegen. Op de krant werd een brief bezorgd vanwege de studenten Technisch Ingenieurs dat zij de daders waren om de aandacht van de bevolking te trekken op de hoogdringendheid van hun probleem.
- Sint-Truiden. Studenten haalden in de voormiddag papier en karton op om het nadien in het midden van de rijweg in brand te steken. Ze eisten een pluralistische school in Limburg.
- Bergen. Studenten hebben een autowrak, volgepropt met papier en hout, in brand gestoken. Ze hebben het wrak eveneens gebarricadeerd met opgebroken stenen en balken. De benzinetank van de auto ontplofte en de brandweer moest tussenkomen.
- 25 maart 1969: Gent. Een kleine duizend studenten zijn door enkele straten van Gent gestapt. De studenten-Technische ingenieurs waren gevolgd door een groep van universiteitsstudenten, die de manifestatie beschouwden als een solidariteitsverklaring met het niet universitair hoger onderwijs. Er werden spandoeken meegedragen met leuzen gericht tegen minister Vermeylen. Een blikken dozenfanfare gaf het ritme aan voor het scanderen van de leuzen zoals "Wij zijn het beu" en "Vermeylen buiten". Poppen werden onder luid gejuich omhoog gegooid en nadien in brand gestoken. De ontbinding van de betoging ging gepaard met een daverend salvo van voetzoekers.[79]

- Volksvertegenwoordiger Gerard Eneman doet in een opiniestuk zijn beklag over de talrijk beloften die niet werden nagekomen door de minister van Onderwijs. Is het zo moeilijk om een wetsontwerp in te dienen? Is er wel ja dan neen een wetsontwerp? Met een goede wil van weerskanten moet het mogelijk zijn een oplossing te vinden. De regering zal met dit ontwerp moeten bewijzen dat de geest van het schoolpact, van verdraagzaamheid, van gelijke behandeling nog bestaat.
- 26 maart 1969: Antwerpen. Studenten hebben het museum Vleeshuis tijdelijk bezet. Ze namen de telefoons onder controle zodat geen alarm kon gemaakt worden, waarna de poorten werden vergrendeld. Ze hingen aan de ramen borden uit met de tekst "minister Vermeylen maakt van de technische studenten straatvegers". Nadien verwittigden ze zelf de politie. Met behulp van een slotenmaker drong deze het gebouw binnen en zonder verzet gaf de bezetting zich over.

- Gent.Bliksemsnelle en feilloos uitgevoerde stunt. Daags voordien waren enkele studenten kettingen en oude hangsloten gaan opkopen bij oudijzerhandelaars. Dat "materieel" werd naar het station overgebracht en veilig opgeborgen in de bagagekluizen. Om 11u stipt weerklonk een fluitsignaal en enkele honderden studenten hebben de wachtzalen van het Station Gent-Sint-Pieters bezet en versperden de uitgangen. De rijkswachters moesten de deuren openbreken door de ruiten te verbrijzelen met hun geweerkolf. De studenten en burgers werden in een hoek samengeknuppeld en moesten daar gaan zitten in afwachting van hun overbrenging naar de rijkswachtkazerne. Die tijd werd gedood met het zingen van "de herderkens lagen bij nachte...". Volgens het stationspersoneel hadden de studenten zich behoorlijk gedragen, zonder veel lawaai en schade. Ten slotte werden ongeveer 300 studenten afgevoerd voor identificatie en de gebruikelijke foto. Dit gebeurde op een onnodig harde en weinig psychologische manier. Zo werden ook twee jongetjes van ongeveer 10 jaar met stampen verdreven.
- Studenten stuurden het verkeer in de war. Op het kruispunt van de Veldstraat (Gent) en de Volderstraat deponeerden ze kasseistenen die ze aanbrachten met emmers of verborgen onder hun mantels. Nadien verdwenen de "kasseileggeres".
- Brussel. Aan de Beurs van Brussel hebben zich incidenten voorgedaan tussen de politie en studenten - technisch ingenieur die het verkeer trachtten te ontredderen.
- Verviers. Studenten van het Textielinstituut, bevreesd dat hun school zou verdwijnen, hebben de lokalen van hun school bezet en een spandoek uitgehangen "Abel (de voornaam van minister Dubois) wat heb je gedaan met je broer Technisch ingenieur?"
- Mechelen. Studenten hebben getracht verkeerspunten te blokkeren maar werden verjaagd door rijkswacht en politie. Daarna hebben ze gepoogd de Winketbrug open te draaien. Toen ze daarin niet slaagden hebben ze de rijweg ingesmeerd met zeep en olie, wat een gevaarlijke toestand veroorzaakte. Stadsarbeiders strooiden er nadien grint over. Een studentendelegatie ging bij burgemeester Désiré Van Daele protesteren tegen het brutaal optreden van de politie.
- Sint-Gillis (Brussel). Zowat vijfhonderd studenten hebben omstreeks 17u het plein Bareel bezet en hebben er een verkeersopstopping veroorzaakt. Na enkele minuten stonden tientallen tramrijtuigen, bussen en wagens klem en was de opstopping bijna een kilometer lang. De politie rukte met man en macht uit en wist zonder geweld, en soms met veel humor de studenten zoveel mogelijk op het voetpad te houden.
- Leuven. Studenten trokken door het centrum. In de Naamsestraat werden op een oude kruiwagen symbolische de oude diploma's verbrand.
- Anderlecht. De studenten van zowel de Nederlands- als Franstalige school voor T.I. hebben het Kasteel van Beersel bezet en hebben er spandoeken uitgehangen met hun eisen (in twee talen). Zij hopen er drie dagen te verblijven.
- Geel. Een 250-tal studenten bezetten gedurende een uur het stadhuis en het postkantoor. Ze werden er door rijkswacht en politie uitgedreven.
- Doornik. Een honderdtal studenten hebben de stedelijke bibliotheek bezet. Anderen hebben zich opgesloten in het belfort waar zij de alarmsirenes gedurende twintig minuten in werking stelden. Ten slotte hebben ze het verkeer geblokkeerd op de bruggen over de Schelde.
- 27 maart 1969: De voorzitter van het Nationaal Verbond van het Katholiek Technisch Onderwijs, Conrad baron van der Bruggen jr vraagt aan de regering dat ingevolge het Art. 5 van het schoolpact er een brede samenspraak wordt gehouden tussen de belanghebbende instanties om het wetsontwerp op punt te stellen. Wat betreft het aantal nieuwe instellingen zou, volgens hem, de meest rationele en eerlijke oplossing zijn dat er in elke provincie een officiële en een vrije instelling zou komen. Eventueel zelfs twee als een inrichtende macht reeds beschikt over een grote studentenbevolking.[84]

- Studenten hebben in tal van Limburgse steden en gemeenten pamfletten uitgedeeld aan de ingang van warenhuizen en op de markten met hun eisen, dat zij de Limburgse arbeiders willen betrekken in hun actie en bekommerd zijn dat Limburg in de toekomst onvoldoende geschoold personeel zal hebben.
- Hoei. Studenten hebben oude autobanden in brand gestoken op de brug over de Maas, de enige verbinding tussen beide oevers. Er ontstonden hevige botsingen met de politie die in de lucht moest schieten om de manifestanten te verjagen.
- Beersel. Het kasteel blijft nog langer bezet. Vijf agenten houden de wacht. De bezettende studenten werden bevoorraad met levensmiddelen en dekens om de vriestemperaturen in het onbewoonbaar kasteel te trotseren, zelfs de Franstalige directeur was komen helpen. Omstreeks 22 uur werden tenten opgeslagen en in het midden werd een groot kampvuur aangestoken. Om nog meer aandacht te trekken werden de richtingsaanwijzers van de wegenwerken verplaatst zodat de voorbijrijdende wagens onvermijdelijk bij het bezette kasteel terechtkwamen.
- Ongerustheid bij leraars-technisch onderwijs bleek tijdens een vergadering te Brussel van afgevaardigden uit het officieel en het vrij erkend of gesubsidieerd onderwijs, die spraken namens tweeduizend leerkrachten uit technische scholen uit het ganse land. Zij vrezen voor jobverlies tengevolge het wetsontwerp Vermeylen en eisen dat de onderwijsloopbaan van ieder lid van het personeel zou verzekerd worden.
- 28 maart 1969:-Vilvoorde. Studenten van de Rijkstuinbouwschool hebben de Vilvoordse steenweg in Houtem opgebroken met grote verkeershinder als gevolg. De politie heeft enkel het feit kunnen vaststellen omdat ze te laat was.[42]

- Volgens de hr. Dethier, kabinetschef van Nationale Opvoeding, zou er in de nabije toekomst geen sprake zijn van land- en tuinbouw te betrekken in het wetsontwerp over de Technische ingenieurs.
- Luik. Studenten hebben verkeerspunten in het centrum van de stad bezet. Twee rijkswachters werden omsingeld door de studenten waarop een pistoolschot werd gelost in de lucht.
- Antwerpen. Een betoging werd gehouden tussen de Groenplaats en het Koningin Astridplein. Er werden bordjes gedragen dat minister Vermeylen van de Technisch ingenieurs straatvegers maakt en dat herwaardering en inspraak werd geëist.
- Sint-Truiden. Tijdens de nacht hebben studenten het monument in metaalconstructie op het Europaplein trachten weg te halen en het over te brengen naar de Grote Markt. Patrouillerende politie arresteerde Georges N. Deze werd achteraf weer vrijgelaten na betaling van een schadeloosstelling van 600 BF, die door de studenten werd ingezameld.
- Gent. Studenten hielden een optocht in het stadscentrum waarin spandoeken werden gedragen: "Wij zijn het beu", "Vermeylen! ontwaak, gij luie slaper", "Geen Belgische beloften maar Europese diploma's". Ook schuurden zij de Kouter terwijl studentinnen bloemen uitdeelden aan de voorbijgangers.
- De Vlaamse Vereniging van Studenten is van mening dat de wanordelijkheden, die zich de laatste weken in het ganse land hebben voorgedaan - zowel het universitair als het niet-universitair hoger onderwijs - slechts te verklaren zijn door de archaïsche en autoritaire structuren van dit onderwijs, nog versterkt door de onwil van de overheid om de studenten reële inspraak te bezorgen.
- 29 maart 1969: Leuven. Een 20-tal studenten zijn de Sint-Pieterskerk binnengedrongen en bezetten de klokkentoren en lieten de klokken gedurende een half uur luiden. Een student blies ondertussen zijn longen leeg opo een trompet. De studenten hadden de beiaardier vooraf bezocht en hem verklaard dat zij een studie dienden te maken van de klokkentoren en het beiaardspel waarop zij een uitvoerige uitleg kregen. Ondertussen maakten enkelen een afdruk van de sleutel die toegang geeft tot de toren. Op de toren werd een spandoek gehangen tegen een derde ingenieurstitel. Zij werden aangemoedigd door een tweehonderdtal studenten die postgevat hadden voor het Stadhuis van Leuven. De rijkswacht haalde de bezetters naar beneden. Nadien trokken ze naar de Naamsestraat en hielden gedurende tien minuten een zitstaking vóór de woning van premier Eyskens in de Naamse straat.[23][26][30]

- Gent. Studenten schuurden de Kouter terwijl studentinnen bloemen uitdeelden aan de voorbijgangers.
- Antwerpen. Meer dan tweeduizend kandidaat-technische ingenieurs, uit alle Vlaamse provincies, trokken door de stad. De optocht werd geopend met een spandoek waarop de vraag:"Swaelens, Coppieters, bedriegt ge ons?". Daarachter de massa studenten met ontelbare bordjes en slagzinnen. Minister Piet Vermeylen was de grote zondebok. "Met Piet in de Wetstraat is er slechts kletspraat", "Zoals Piet ze schuurt, schuurt men ze nergens", "Met Piet in het land gaan de titels uit de hand", " Onze minister is een mini-ster", "Met Piet aan het stuur worden onze diploma's zuur", "To be or not to be, maar geen drie", enz. Op het belangrijke kruispunt van de Keyserlei en de Frankrijklei hielden ze een zitstaking waardoor het verkeer werd lam gelegd. Zij eisen dat de officiële instanties hun voorstel onmiddellijk aan de studenten ter discussie zou voorleggen.
- Bergen. Ongeveer 700 studenten zijn door het centrum van de stad getrokken. Op verschillende plaatsen werden de straten opgebroken. Zij verzetten zich tegen een derde ingenieurstitel. Zij zijn echter voorstanders dat de titel van "ingénieur technicien" wordt vervangen door "ingénieur industriel". Zij benadrukten dat deze manifestatie de laatste zou zijn omdat na Pasen (6 april '96) de examens dienden voorbereid.
Nationaal Actiekomitee van Ingenieurs en studenten uit het Technisch Hoger Onderwijs. 
De Technische-ingenieursverenigingen NUTI-UNIT en VVTI nemen het initiatief om op 26 apr 1969 een Nationale manifestatie te organiseren te Brussel. Zij nodigen ook de studenten (NFSTI) en de zusterorganisatie FBIT uit, de FBIT vindt het niet opportuun. Een Nationaal Actiekomitee werd opgericht waarbij ook de groepering van het onderwijzend personeel van het H.T.O. aansloot.
- 16 april 1969: -C.V.P.-parlementsleden aanvaarden slechts één ingenieursvorming op niveau hoger technisch onderwijs.[54]

-CVP tegen drie ingenieurstitels.
-CVP acht statuut-TI eerste vereiste.
- 17 april 1969:- Standpunt van het bestuur van het Algemeen Christelijk Vakverbond (ACV) o.l.v. Jef Houthuys: In het hoger technisch onderwijs: de erkenning van één enkele ingenieurstitel met de mogelijkheid tot gelijkstelling van de oud-gediplomeerden en behoud van de verworven rechten.[86]

- Minister Vermeylen wil derde ingenieurstitel. Aanslag op Technische ingenieurs en vrij onderwijs.
- Het nationaal bestuur van de Belgische Socialistische Partij, en de socialistische parlementairen hebben het voorontwerp van de wet waarbij de graad van industrieel ingenieur en industrieel conducteur worden ingesteld besproken samen met de ministers Vermeylen en Dubois.
- 18 april 1969: De VVTI informaties zijn volledig gewijd aan een memorandum over de valorisatie van de Technisch ingenieurs.[88]
- 19 april 1969: Borgworm- Studenten Technisch staken een kleine wagen in brand op de Markt waarna de brandweer, de rijkswacht en de politie zijn tussengekomen. Daarna hebben ze het treinstation bezet en sloten de deuren. Vervolgens gebruikten ze de brandblussers om de rijkswacht af te weren.[89]

-Nationaal Actiecomité verheugd over de verklaringen van CVP en ACV en ziet niet af van betoging op 26 april te Brussel.
- 23 april 1969:- In de Kamer van volksvertegenwoordigers verklaart minister Vermeylen o.m. dat in het definitief ontwerp sprake is van een nieuwe titel en dat bij de reeds gediplomeerden zal worden nagegaan of hun prestaties het dragen van de nieuwe titel wettigt. Zo niet zullen ze hem kunnen verwerven door het afleggen van een examen.[90]

- Ontwerp Vermeylen een oorlogsverklaring aan Technische ingenieurs volgens M. Coppieters.
- Ingenieurs, afgestudeerd aan de U.L.B., zijn gunstig t.o.v. de invoering van de graad van industrieel ingenieur.
- 24 april 1969:- Persconferentie van NUTI, VVTI en de studenten-technisch ingenieur waarop het regeringsontwerp Vermeylen-Dubois onder de loep werd genomen. R. De Wolf, ondervoorzitter V.V.T.I. verwacht dat ontwerp TI heden vrijdag op kabinetsraad komt.[91]

- Zaterdag betoging te Brussel. Technische ingenieurs even koppig als minister Vermeylen. De actie tot het bekomen van een definitieve regeling der problemen van de Technische ingenieurs bereikt haar hoogtepunt. De leiders van de bijzonderste organisaties hebben ontelbare gesprekken gevoerd met politici van verscheidene partijen om hun eisen toe te lichten.
- Zelfs op hun congresdag, C.V.P. parlementsleden op betoging technische studenten. C.V.P.-Senaatsfractie o.l.v. Raf Hulpiau verzet zich eveneens tegen het invoeren van een derde ingenieurstitel.
- Betoging van de Technische-ingenieurs op 26 april. De afgestudeerden van de École Centrale des Arts et Métiers (A.I.E.C.A.M.) van Brussel zullen niet deelnemen aan de betoging van 26 april en zullen de U.N.I.T. verlaten daar er geen overeenstemming meer is tussen de objectieven van de twee verenigingen.
- Gentse studenten gaan in hongerstaking tegen derde ingenieurstitel.
- 25 april 1969:

#### Wetsontwerp Vermeylen - Dubois goedgekeurd in de Kabinetsraad
" Betreffend de wijziging van de structuur van het technisch hoger onderwijs en het invoeren van de graad van Industrleel ingenieur en industrieel conducteur."
- De regering gooit een bom in het gelaat van de Technische ingenieurs.
- De Technische ingenieurs wachten sinds 1933 op hun hervorming. De voorgestelde oplossing van minister Vermeylen en de kritieken erop zoals de invoeren van een nieuwe titel die de zaken alleen maar ingewikkelder maakt, de rationalisatie op basis van richtingen eerder dan op basis van scholen is nefast, het feit van geen automatische assimilatie met het hoger niveau te voorzien is voor de actuele studenten een bijkomende handicap en voor de Technische ingenieurs werkzaam in de administratie of in het onderwijs vermits ze niet kunnen verwijzen naar brillante industriële verwezenlijkingen.
- 26 april 1969: - "Het Mes" gezet in HTO-Misère, (Gaston Eyskens, eerste minister) - Diploma van technisch-ingenieur zal sneuvelen.[23]

- Toelichtingen van voorstel Vermeylen-Dubois.
- De titel van industrieel ingenieur kan behaald worden na 4 jaar aan een hoger industrieel instituut (met twee cyclussen);
- De vorming van industrieel conducteur in twee jaren in één cyclus. De industriële conducteurs worden toegelaten tot het tweede studiejaar van industrieel ingenieur mits te slagen in een proef;
- De oprichting van 17 inrichtingen voor industrieel ingenieur (negen Franstalige en 8 Vlaamse) verdeeld over verschillende inrichtende machten (Rijk, provincies, gemeenten en vrij onderwijs) die slechts afdelingen voor hoger technisch onderwijs mogen omvatten;
- Overgangsbepalingen:
- bij de inrichting van een afdeling voor industrieel ingenieur moeten de afdelingen voor Technisch ingenieur in het arrondissement ingericht worden gesloten;
- instellingen voor Technisch ingenieur zullen worden omgevormd in instituten voor industrieel conducteur vanaf 1 september 1970;
- vastbenoemde personeelsleden van onderwijzend- en directiepersoneel behouden hun rechten.
Volgens minister Vermeylen is het vanzelfsprekend onmogelijk de nieuwe titel van industrieel ingenieur automatisch te geven aan de 26.500 afgestudeerde technische ingenieurs.
- Vijf mogelijkheden voor het verkrijgen nieuwe titel:
1. Indienen van een dossier met behaalde diploma's en bevoegdheden bij een commissie die over 5 jaar zal beschikken om de aanvragen te regelen;
2. indien het onderzoek van het dossier onvoldoende is zal de belanghebbende een "waardebepaling van zijn beroepsbekwaamheid" kunnen eisen;
3. bij niet slagen kan de belanghebbende vragen om een "kennis proef" (verhandeling of thesis) te mogen afleggen;
4. de technisch ingenieurs die zich niet voor deze commissie wensen aan te bieden kunnen:
- een examen afleggen voor de centrale examencommissie;
- of een toelatingsaanvraag tot het derde jaar van industrieel ingenieur.
- De aangekondigde betoging van het Nationaal Actiekomitee van 26 april is overbodig volgens minister Vermeylen, verenigingen bevestigen dat betoging in ieder geval doorgaat.
- Protesten van t.i.-verenigingen.
De VVTI verklaarde zich ten zeerste ontgoocheld omdat de minister geen rekening hield met de eenparige adviezen van de Belgische Nijverheid, de universitaire- en Technische ingenieurs die zich verzetten tegen een derde ingenieurstitel. Het gelijktijdig laten bestaan van de oude en de nieuwe titel devalueert in feite het diploma van Technisch ingenieur;
Een leider van het Nationaal Actiekomitee van Ingenieurs en studenten uit het hoger technisch onderwijs sprak in de zelfde zin en verklaarde dat de betoging van zaterdagnamiddag haar volle betekenis behoudt.
- De Fédération Belge des Ingénieurs Techniciens (FBIT) zal niet deelnemen aan de "nationale betoging". De Federatie is het volledig oneens met het Nationaal Actiekomitee en behoudt zijn vertrouwen in de ministers van Nationale Opvoeding.

#### Nationale manifestatie van de ingenieurs en studenten uit het H.T.O.

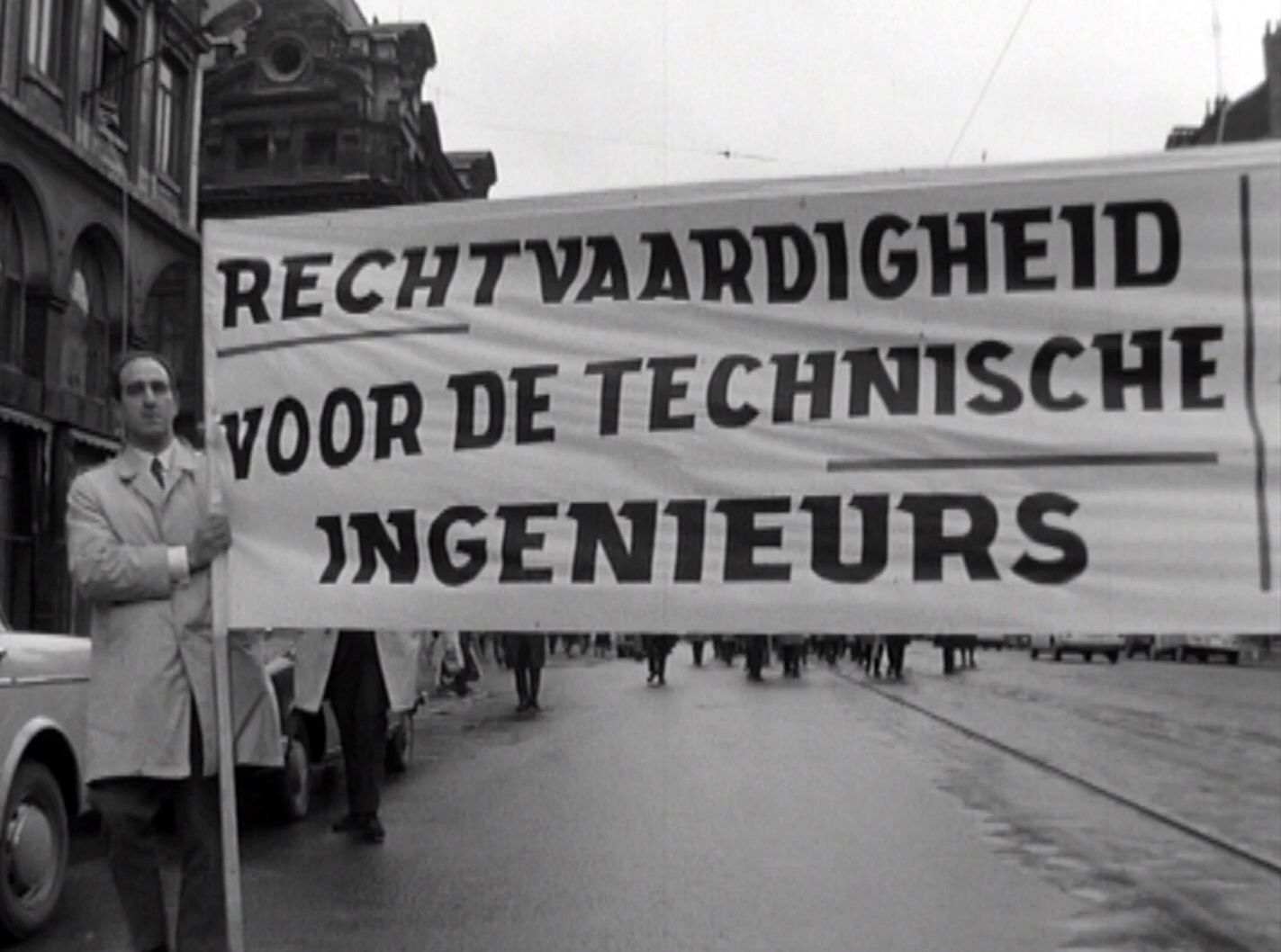
Nationale betoging van ingenieurs en studenten- ingenieur van het Hoger Technisch Onderwijs te Brussel, 26 april 1969
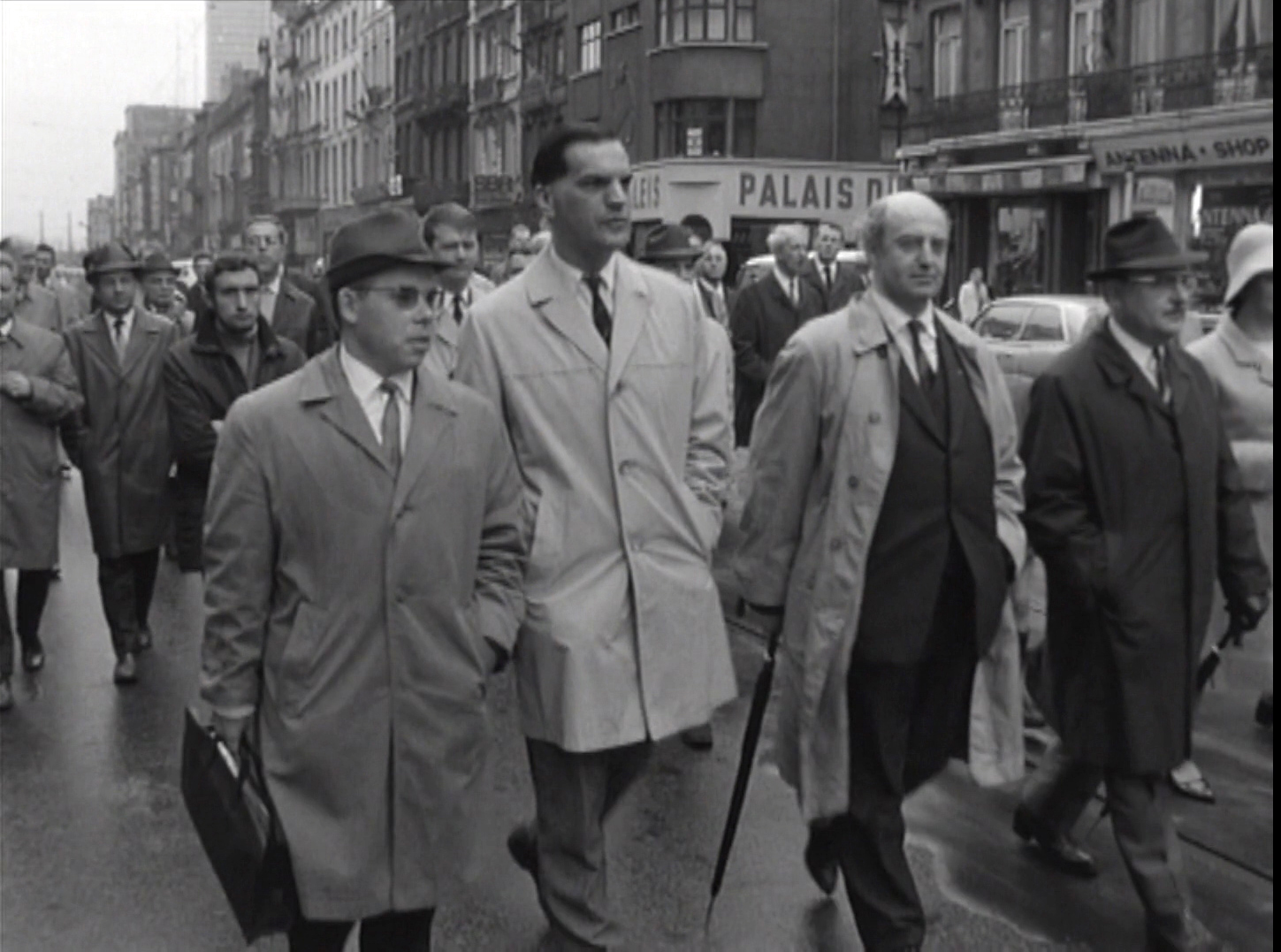
De organisatoren: Vlnr: R. De Wolf, Ondervoorzitter VVTI; G. Van Wichelen, secretaris VVTI; O. François, voorzitter VVTI; R. Lully, voorzitter NUTI-UNIT.
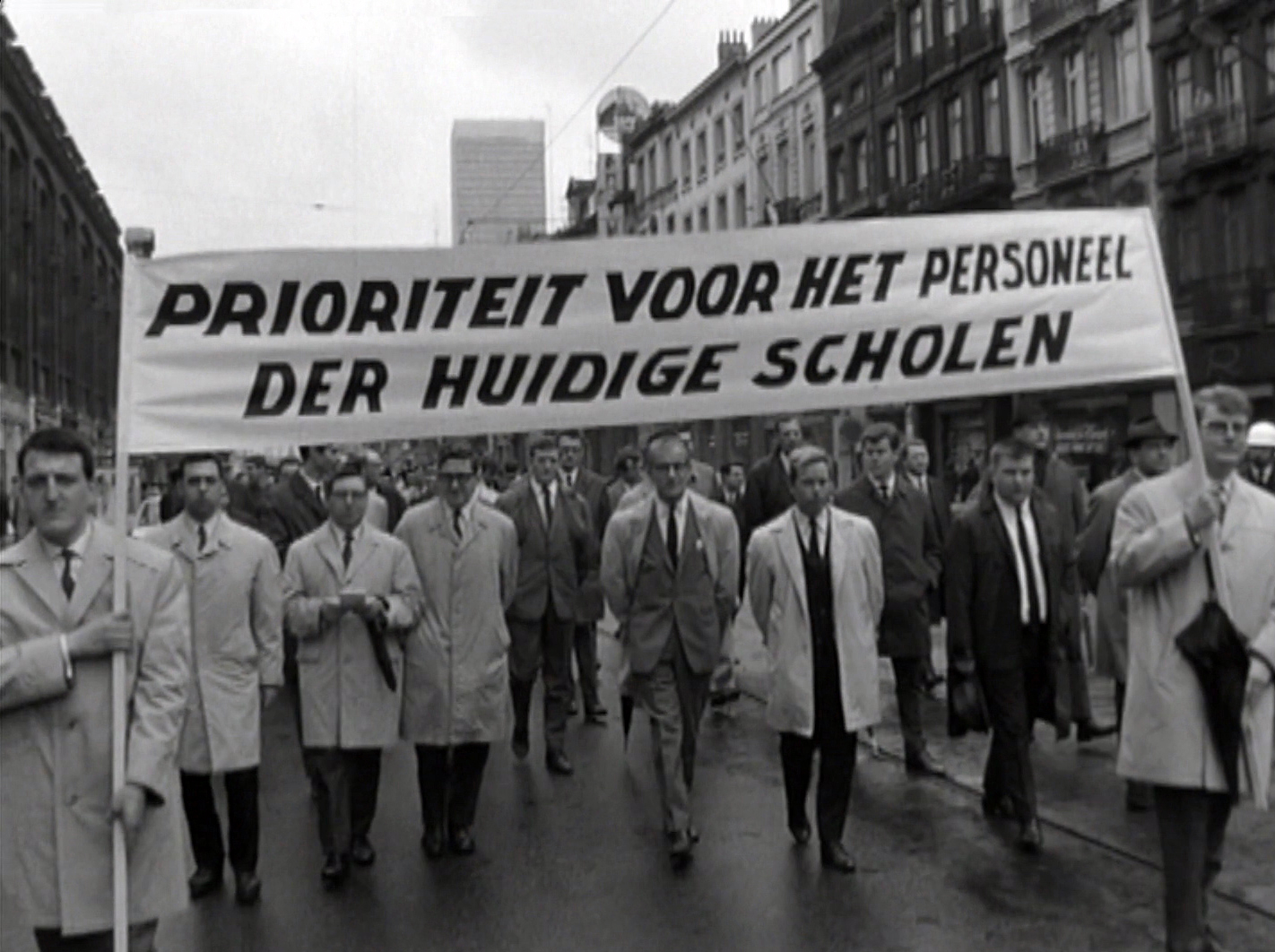
Professoren en onderwijzend personeel.
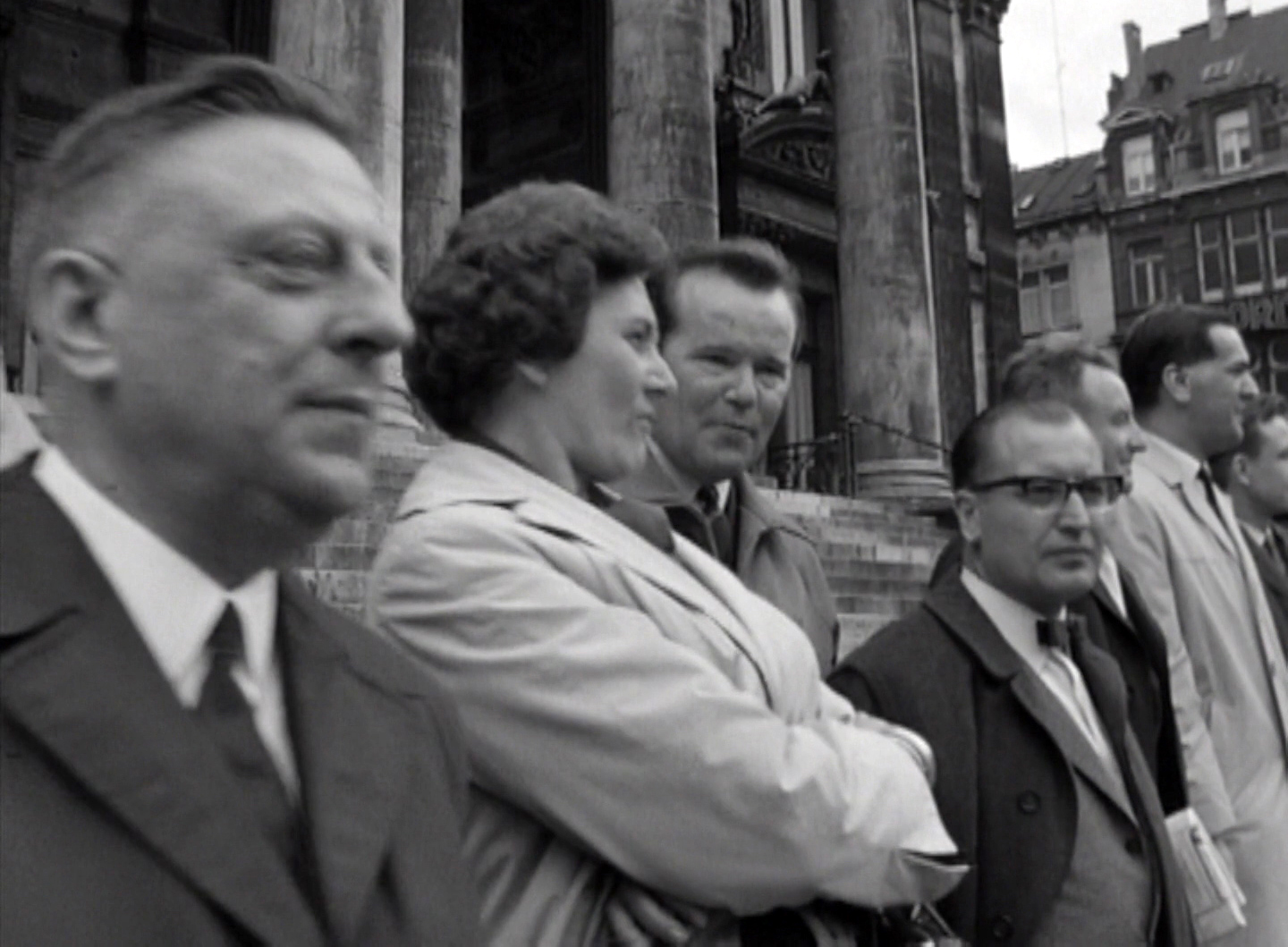
Een deel van de parlementairen, rechts G. Van Wichelen, aan het Beursgebouw.
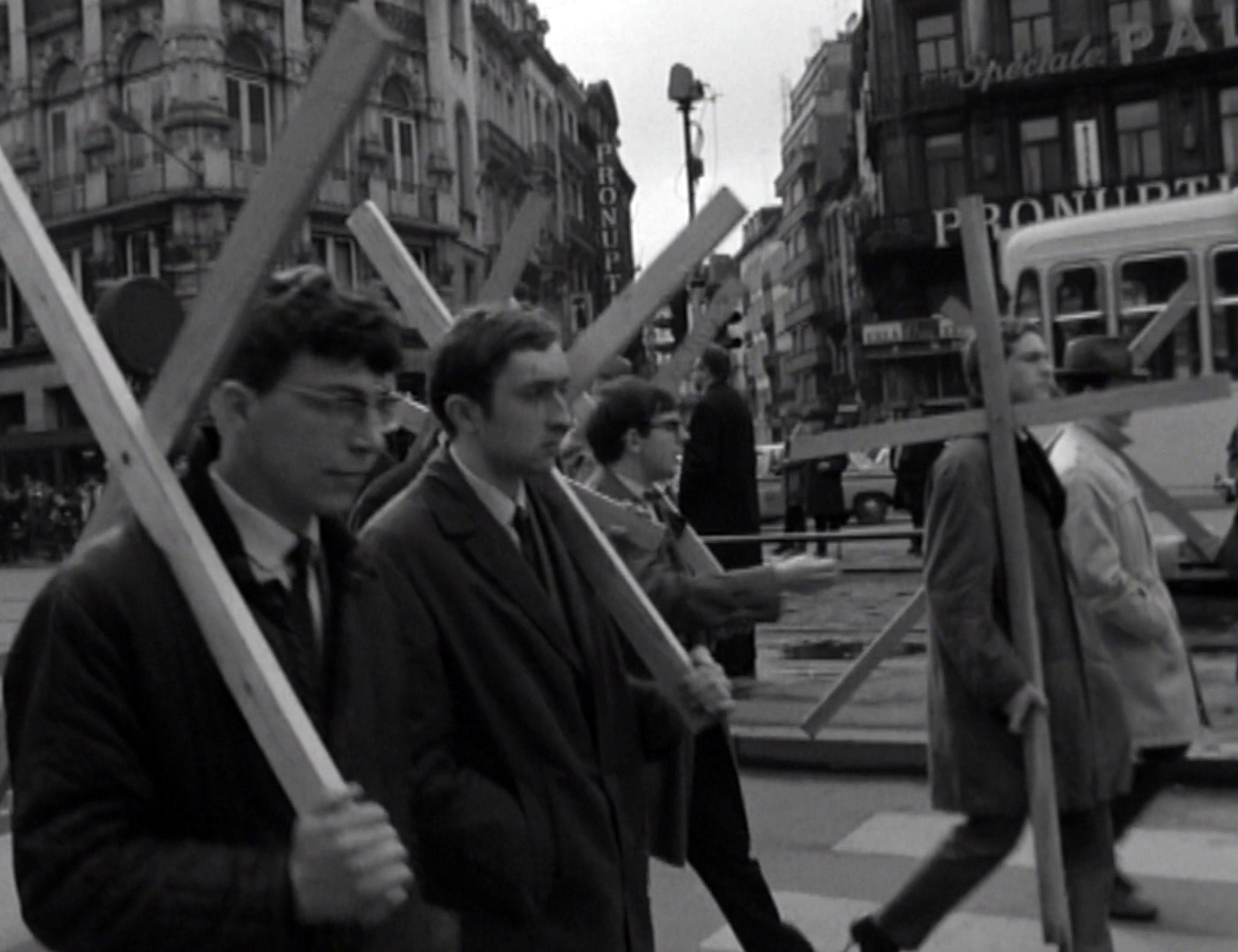
Kortrijkse studenten dragen hun kruis.

De doelstellingen van de manifestatie zijn:
Geen drie ingenieurstitels,
Automatische assimilatie van alle afgestudeerden, huidige studenten en professorenkorps,
Beperking van het aantal scholen en specialiteiten,
Eenvormige studieduur van 4 jaar,
Rangschikking in de hoogste graad van het technisch onderwijs,
Juiste classificatie op Europees vlak.
- Duizenden betoogden in de hoofdstad, scherp protest tegen ontwerp Vermeylen-Dubois. De stoet vertrok van Stalingradlaan, het merendeel van de betogers waren afgestudeerden, ook het onderwijzend personeel was sterk vertegenwoordigd. Aan de Beurs van Brussel werden zij geschouwd door een afvaardiging van CVP-parlementsleden die hun congres hadden verlaten.
- Groot kabaal in Brussel van de ingenieurs en de studenten technisch ingenieur. Het merendeel was afkomstig uit Antwerpen, Kortrijk, Leuven en Aalst maar ook belangrijke afvaardigingen uit Luxemburg, Brussel en Aat:
- Technische ingenieurs beantwoorden oproep.
- Technische ingenieurs hebben betoogd te Brussel. Aan het hoofd van de stoet stapten, naast de organisatoren, parlementairen van de VU, PVV, FDF, PCB.
- Verscheidene spandoeken werden meegedragen. " Rechtvaardigheid voor de Technisch-ingenieurs", "Waarom herexamens voor afgestudeerden?", "Geen ontwaarding van onze onderwijsloopbaan", "Neen Piet(Vemeylen) dat nemen we niet", Allé Gaston (Eyskens) geef Piet de bon".

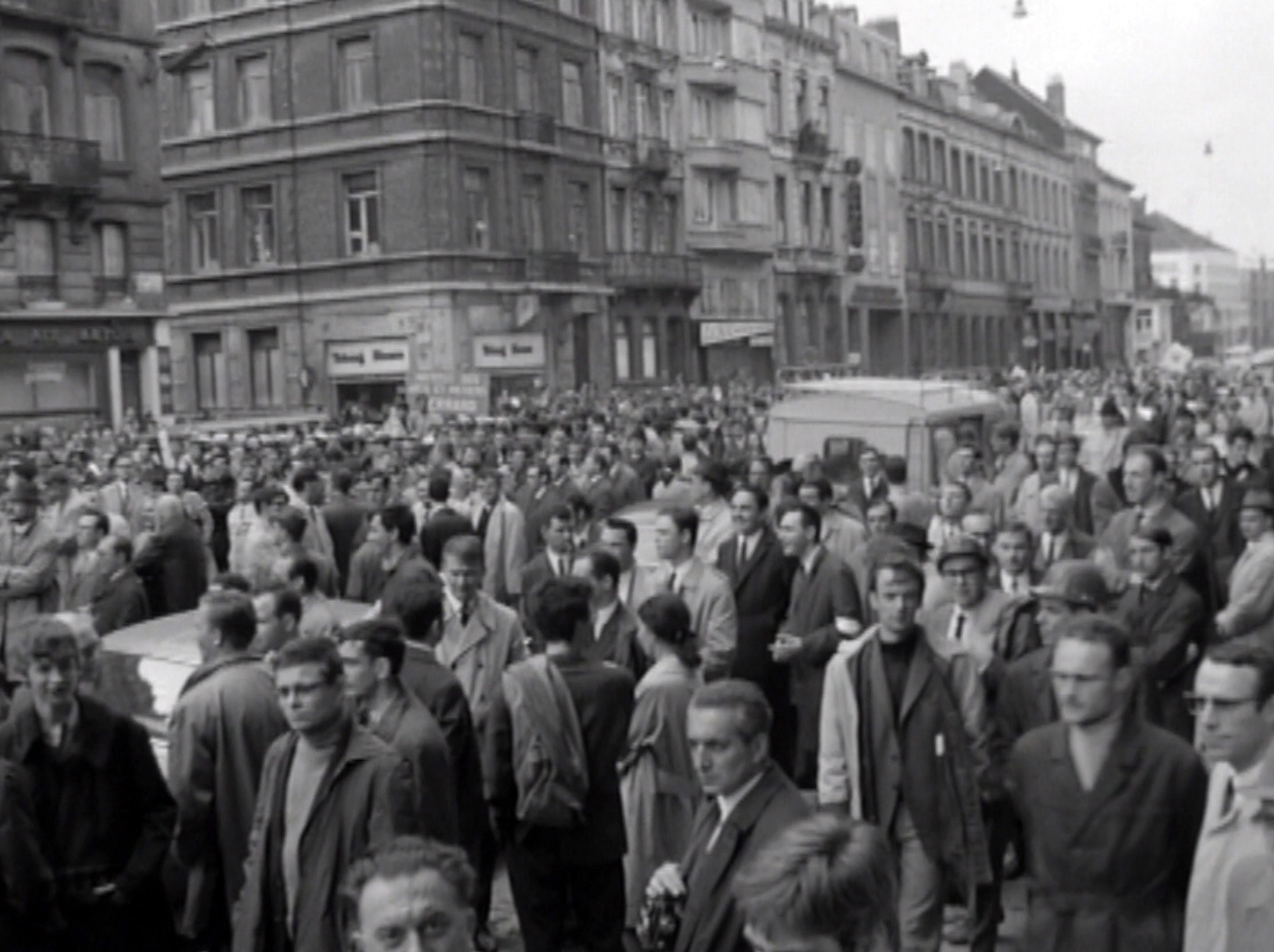
Op de Émile Jacqmainlaan werden de deelnemers toegesproken door de woordvoerders van het Nationaal Actiekomitee. R. Lully, voorzitter van NUTI-UNIT, (in het Frans) laakte het gedraal van minister Vermeylen om een wetsontwerp uit te werken en vatte de eisen van de Technische ingenieurs samen. O. François, voorzitter van de VVTI, noemde het ontwerp een onsociale regeling. Benthuys, namens de Franstalige studenten, verklaarde dat het ontwerp discriminerend is voor de jong gediplomeerden maar verheugt zich dat, volgens de minister, het nog kan geamendeerd worden. J. Stoffelen, namens de Vlaamse studenten, vindt het schandalig dat in tijden waarin men praat van rechtvaardigheid en sociale vooruitgang de toekomst van studenten afhangt van het absurde en anti - democratisch gedrag van een enkeling, al is het een minister.
- Eindmeeting op de E.Jacqmainlaan.
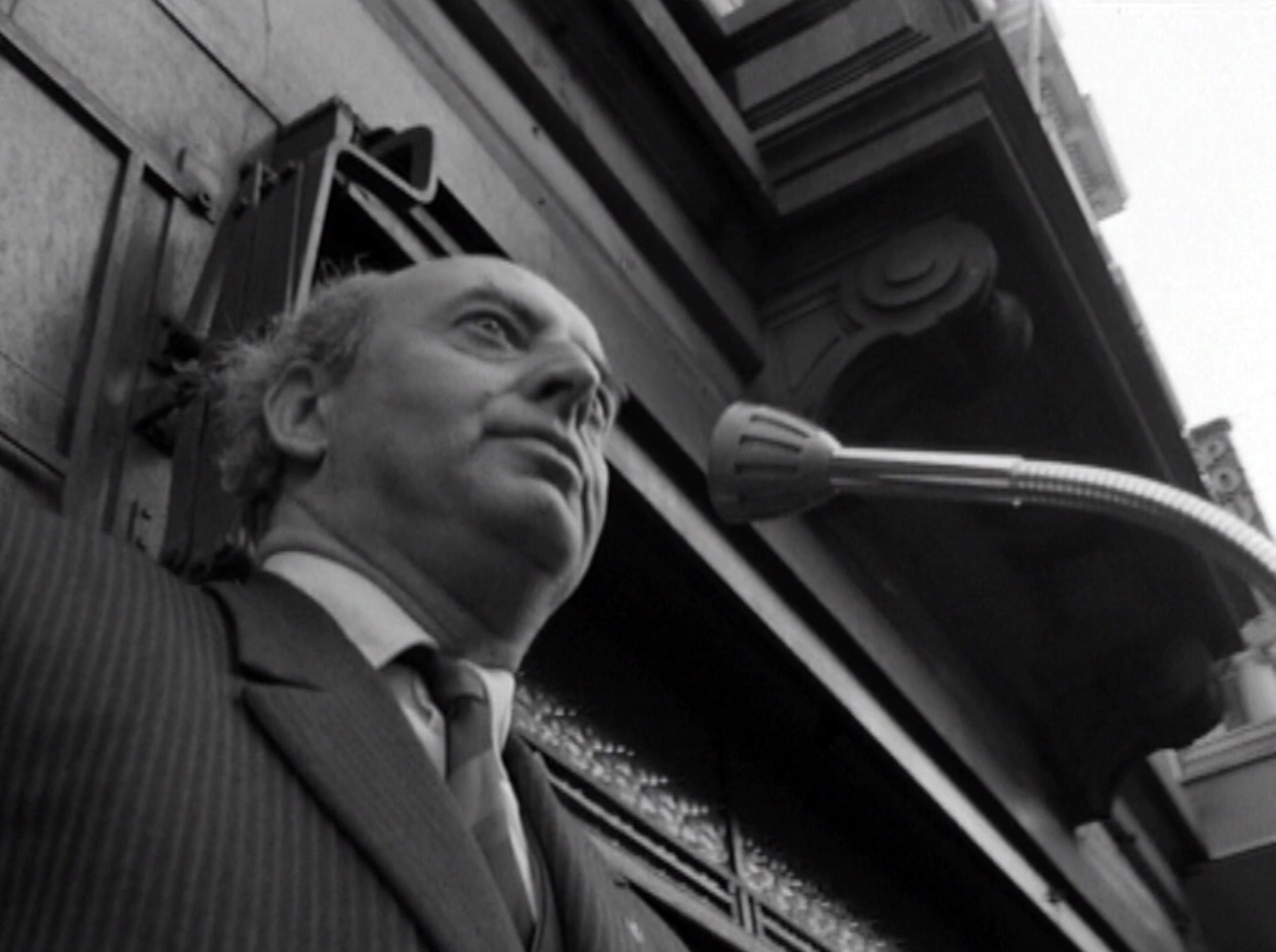
O. François aan het woord.
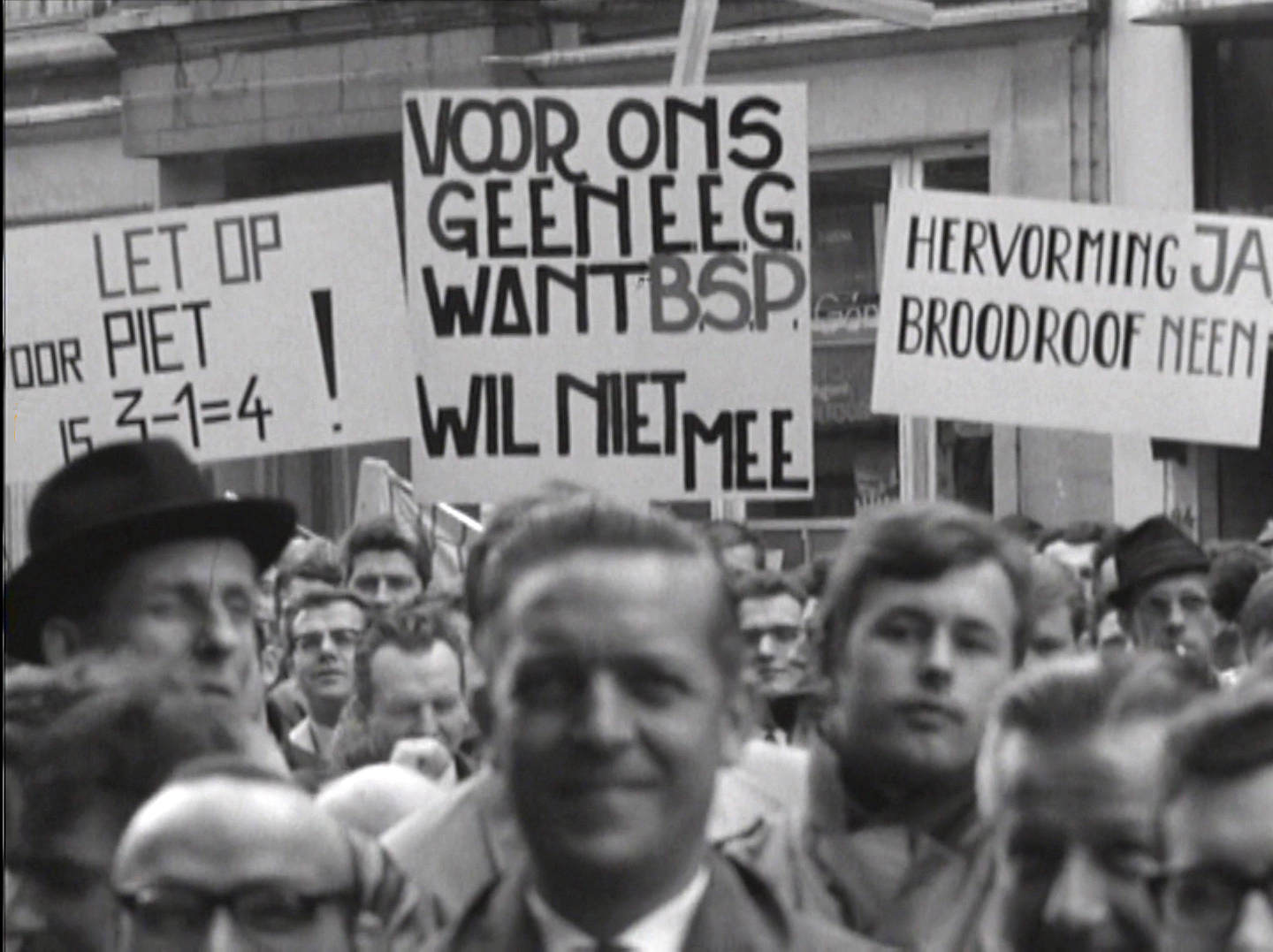
Enkele slogans.
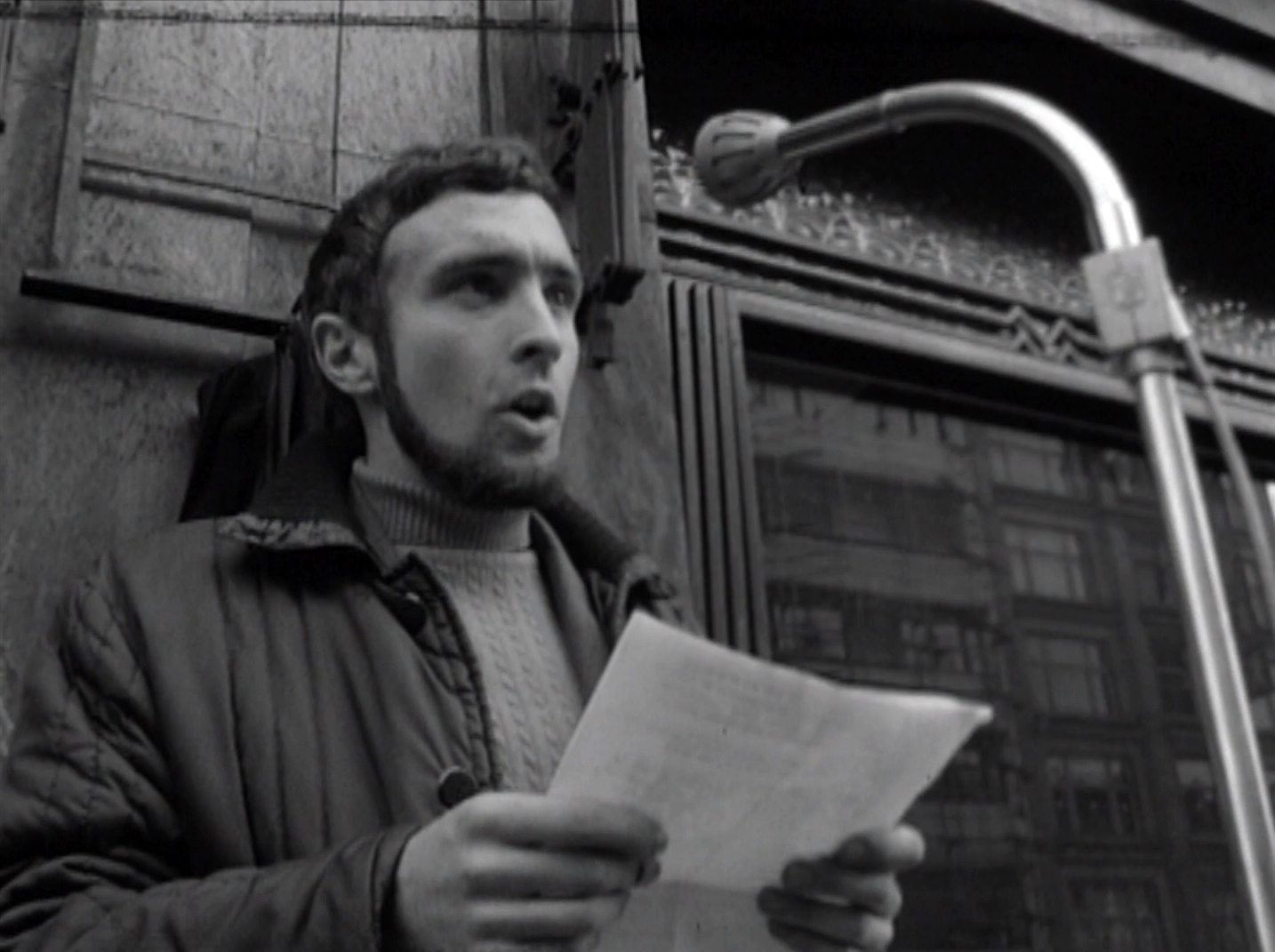
J. Stoffelen namens de studenten.
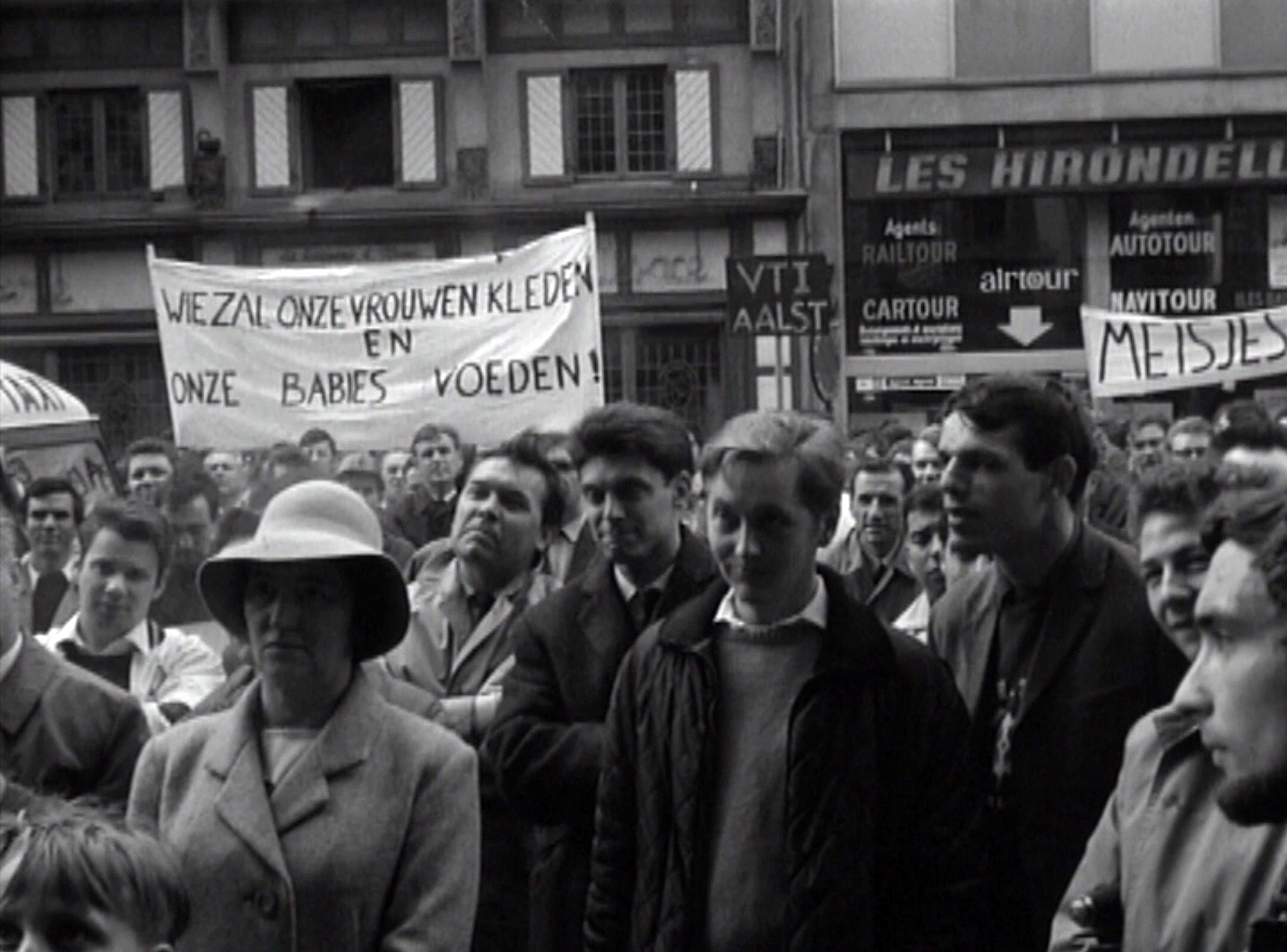
Geen commentaar.

##### Na een nationale manifestatie
"Het is een schande voor ons land als ingenieurs verplicht worden om naar een primitief wapen, zoals een betoging, te grijpen om nogmaals te beklemtonen dat er in ons land een toestand heerst die niet enkel zeer onrechtvaardig maar tevens zeer schandelijk is. Dat land laat moedwillig toe dat zijn Technische ingenieurs, die ongetwijfeld het hunne hebben bijgedragen in de grote vooruitgang van de laatste decennia, reeds 36 jaren verstoken blijven van een wettelijk statuut. En dan op de koop toe er nog voor zorgt dat de titel zoveel mogelijk wordt gedegradeerd."
- 29 april 1969: Gent. De rechtbank van Gent heeft een vonnis geveld in de zaak van de bezetting van het Sint-Pietersstation op 26 maart. 22 studenten werden ieder veroordeeld tot 10 dagen gevangenisstraf, voorwaardelijk voor drie jaar, en 1.000 BF boete. Tevens werden ze veroordeeld tot het gezamenlijk betalen van 77.048 fr aan de Belgische Spoorwegen.[54]
- 2 mei 1969:- Studenten-technisch ingenieur-landbouw barricaderen de Burbant toren te Aat. Om 22 u, sloten zij zich op en ontstaken strovuren, medestudenten staken autobanden in brand aan de buitenzijde, pas om 5 uur werd de actie beëindigd. Zij verzetten zich aldus tegen de plannen van de regering.[43]

- Minister maakt spreidingsplan van de Hogere Industriële Instituten bekend. In de Vlaamse provincies zijn in totaal 11 inrichtingen voorzien, op een totaal van 17. Voor de provincie Antwerpen: 2; Brabant: 4 waarvan drie van de Franse taalrol; Oost-Vlaanderen en Limburg elk: 2; West-Vlaanderen: 1.
- 12 mei 1969: De jaarlijkse algemene vergadering van de VVTI te Tongerlo was van oordeel dat het plan-Vermeylen het probleem van de Technisch-ingenieurs niet oplost en doet beroep op Parlement om een betere formule uit te werken.[43]
- 14 mei 1969: De volksvertegenwoordigers Swaelen, Otte en Blanckaert bekomen dat een werkgroep wordt samengesteld die reeds van volgende week af hoorzittingen zal houden waarbij de belanghebbenden hun standpunten zullen kunnen toelichten.[25]
- 9 jun 1969: West-Vlaanderen is niet tevreden met slechts één hoger industrieel instituut. De provinciegouverneur van Outryve d'Ydewalle en de leden van de Deputatie zijn het niet eens met het voorstel van minister Vermeylen en zullen eerlang protesteren bij de minister.[98]
- 7 aug 1969: Vlaamse scholen benadeeld volgens het coördinatie - comité voor Vlaamse sociaal-culturele manifestaties te Brussel en omgeving dat verontwaardigd is over de voortdurende flagrante discriminatie tegenover de Nederlandstalige gemeenschap. Zo werden in de provincie Brabant vier(sic) Franstalige instituten voor Hoger Technisch Onderwijs met zeven afdelingen voorzien. Hiertegenover staat slechts één Nederlandstalig instituut met vier afdelingen voor 509 studenten (cfr de provincie Luxemburg: twee instituten met minimum twee afdelingen voor slechts 204 studenten).[25]

### Hoorzittingen door de subcommissie van Nationale Opvoeding
Na de beslissing van de Kamercommissie van Nationale opvoeding op 14 mei werden een aantal organisaties uitgenodigd om hun standpunt toe te lichten. Namens de:
- technische ingenieurs: ATIG,[99] FBIT, NUTI en VVTI;[100]
- studenten-technisch ingenieur: NFSTI;
- professoren der scholen voor technische ingenieurs;
- universitaire ingenieurs: CUIB/KVIV, FABI;[101]
- nijverheid: Verbond der Belgische Nijverheid;
- syndicaten: ABVV, ACV en ACLVB;

##### De pers oordeelt over de minister
- 1 juni 1969: De actuele minister van Nationale Opvoeding, de hr. P. Vermeylen, maakt er een erezaak van om geen enkel initiatief te nemen. Hij laat de problemen verrotten zoals dat van de technisch ingenieurs.[102]
- 26 jun 1969: Vermeylen is er in geslaagd iedereen te ontgoochelen. Het gros van de antwoorden werd afgewerkt met nietszeggende antwoorden. En als hij concreet wilde zijn, sloeg hij de bal nog mis. Hij blijkt niet te weten hoeveel soorten ingenieurs er nu komen, hoe lang de studies zullen duren... Maar op de pertinente vraag van Kamerlid Swaelen, of het niet verstandig zou zijn elke hervorming, elk experiment te bespreken met alle onderwijssektoren en alle belanghebbenden, kwam geen antwoord van Vermeylen. Wel van zijn Waalse collega Dubois, die trouwens bewees de onderwijsproblemen grondig te kennen. Wat VU-Kamerlid Coppieters deed besluiten dat het onderwijs beleid blijkbaar door Franstaligen wordt geleid, gedacht en uitgevoerd.[103][104]

#### Een rem op het hoger technisch onderwijs
- 5 juli 1969: Het parlement heeft een wetsontwerp, van de minsters Vermeylen en Dubois, goedgekeurd waarbij gedurende drie jaar, met ingang van 1 september 1969 de oprichting te voorkomen van nieuwe richtingen of afdelingen, in het hoger technische onderwijs, die niet beantwoorden aan de werkelijke behoeften.[25]

#### Studenten opnieuw in actie
- 21 november 1969. Studenten technische ingenieurs van Hoboken gaan in staking gezien nog altijd geen oplossing in zicht is. Hun collega's uit Mechelen betuigen hun solidariteit met deze van Hoboken. Zij dreigen met acties .[25]
- 3 december 1969. Nagenoeg 1500 studenten verdrinken "informatie" van kabinetschef minister Vermeylen in fluitconcert tijdens meeting van de NAFESTI in de Magdalenazaal te Brussel. Minister Vermeylen was uitgenodigd om hem te confronteren met parlementairen van iedere politieke partij. Uiteindelijk daagde slechts de kabinetschef de h. Colebunders[105] en drie parlementairen op, nl. senator Bascour en volksvertegenwoordigers Swaelen en Coppieters . De partij van de minister (B.S.P.) had het niet nodig geacht iemand te sturen. De h. Colebunders haalde zich de woede van de studenten op de hals toen hij het uitblijven van oplossingen afwentelde op de conferentie voor de vernieuwing van het hoger onderwijs. Dit werd verdronken in een algemeen fluitconcert. Toen hij zich tot het spuien van algemeenheden beperkte tijdens zijn toelichting over de bedoelingen van de minister werd hij flink uitgefloten. Namens de technisch ingenieurs spraken de heren Lully (NUTI) en François (VVTI).[106]
- 4 december 1969. Ludieke acties van studenten te Hasselt. Een 10-tal begaf zich naar de kleutertuin te Runkst met de bedoeling zich te laten inschrijven maar het antwoord van de directie was dat ze hun vader moesten meebrengen. Een ander groepje begaf zich naar een middelbare school met de vraag of ze wel slim genoeg waren om de cursussen te mogen volgen.[41]
- 19 december 1969.T.I.-studenten van Mol te voet naar Brussel om te protesteren tegen de hervormingsplannen van minister Vermeylen.

- Ondanks de barre koude kwamen te Gent achthonderd studenten op straat. Er werd o.a. gescandeerd "Vermeylen wij zijn geen dweilen" en "NUHO dood, Vermeylen groot".
- Oostende. Studenten betoogden en droegen spandoeken met opschriften zoals "Sociale moord op de technisch ingenieurs", "Zal Pietje (Vermeylen) ook examen doen?", "Colenblunders". De studenten zullen verder blijven staken.
- 20 december 1969.-Nieuwjaar 1969 geen vervaldatum voor technisch-ingenieurs meent Kamercommissie.

-Studenten van Borgerhout en Hoboken hebben op hun respectieve gemeentehuizen een motie afgegeven en zijn dan samen opgestapt naar het stadhuis van Antwerpen.
- 21 december 1969. Minister Dubois verklaart dat het wetsontwerp betreffende de technisch ingenieurs nog voor 15 januari 1970 zal worden ingediend in de Kamer.[72]
- 11 februari 1970. De studenten van het H.T.I. ST.-Lieven te Gent zijn immobilisme van Vermeylen beu en vinden dat hij niet alleen weigert het advies in te winnen van de betrokken partijen, maar schijnt ook oppositie te willen vermijden in het parlement zelf. Zij zijn het niet eens met de manier waarop het ontwerp klaarkwam maar ook met de inhoud. Zij eisen een volledige herziening van de overgangsmaatregelen en de indiening van een definitief voorstel binnen een redelijke termijn.[25]
- 18 februari 1970. In een open brief stelt de V.V.T.I. vast dat het wetsontwerp Vermeylen:

1. door het instellen van een nieuwe graad en titel aan de gestelde problemen voorbijgaat;
2. Het creëren van een nieuwe graad en titel in flagrante tegenspraak is met de stellingname van de industrie en van alle beroepsverenigingen van technische ingenieurs;
3. Dit ontwerp de zoveelste aanfluiting is van een democratische parlementaire democratie;
De VVTI is dan ook vastbesloten om de parlementariërs alle nodige objectieve informatie te verschaffen opdat zij niet alleen zouden moeten steunen op de eenzijdige inlichtingen van een minister die enkel zijn visie wil doorzetten.

### Eindelijk wetsontwerp Vermeylen-Dubois 609 in de Kamer
- 26 februari 1970. Het wetsontwerp betreffende de structuur van het technisch hoger onderwijs wordt ingediend bij de Kamer van Volksvertegenwoordigers het krijgt nr. 609.

Wetsontwerp instellende de graad van industrieel ingenieur en van industrieel conducteur nr 616
- 12 maart 1970. Een wetsontwerp instellende de graad van industrieel ingenieur en van industrieel conducteur krijgt nr 616.[108]
- 15 maart 1970.

#### Verenigingen storen zich aan overgangsbepalingen
De verenigingen van technisch ingenieurs storen zich speciaal aan Art.18 van het wetsvoorstel waarin bepaald wordt dat de technisch ingenieurs de titel van industrieel ingenieur kunnen verwerven mits het indienen van een persoonlijk dossier dat zal worden onderzocht door een jury die hun capaciteiten inzake wetenschappelijke en beroepsvorming zal evalueren door een proef.
Er wordt overeengekomen om een Beperkt Comité te vormen om een alternatief te formuleren. Het Comité bestaat uit de heren Crombez (FBIT), Heylen(NUTI) en De Wolf(VVTI), (Uiteindelijk heeft de VVTI, in samenwerking met de andere verenigingen voor technisch ingenieurs, dan toch een procedure, die iedereen kon bevredigen, voorgesteld.). Hun voorstel zal later worden gebruikt voor het opstellen van Art.7 van het KB.van 15 april 1977(Assimilatie) wat betreft de inhoud van het dossier.

### De algemene structuur van het hoger onderwijs vastgelegd

#### Wetsontwerp 616
- 19 maart 1970. De regering dient een amendement in op het wetsontwerp 609 om de titel te wijzigen in "Wetsontwerp betreffende de algemene structuur van het hoger onderwijs" nr. 616. Hiermee wordt tegemoetgekomen aan een eis van de VVTI, zoals die geformuleerd werd in de brochure "Plaats van het H.T.O. in het H.O.".[110]

#### Ontslag Vermeylen geëist
- 22 april 1970. Ook Vlaamse socialisten zijn onverschilligheid van onderwijs - minister beu. Senator Elie Van Bogaert vernoemd i.v.m. opvolging. De onverschilige lichtzinnigheid waarvan de minister herhaaldelijk blijk geeft, ook in commissievergaderingen, wordt door de Vlaamse BSP-leden niet langer genomen.[25]
- 23 april 1970. Gisteren deden ook geruchten de ronde over een ontslag van de h. Vermeylen als minister van Nationale Opvoeding. Er werden zelfs namen genoemd van mogelijke opvolgers nl. senator Van Bogaert, die reeds vroeger het departement van Nationale Opvoeding beheerde en volksvertegenwoordiger Albert Van Hoorick. Het is geweten dat er in de socialistische milieus een zekere animositeit bestaat tegen minister Vermeylen, een der Brusselse Rode Leeuwen, aan wie men verwijt dat hij van de leeuw enkel de luiheid gemeen heeft. Van kritiek tot gedwongen ontslag is evenwel een stap, die nog niet is gedaan en die men vooralsnog niet moet verwachten. Wellicht is heel het kabaal slechts bedoeld om minister Vermeylen tot wat meer spoed en meer werklust aan te porren.[111]

- 23 april 1970.

- De KVTIM(Koninklijke Vereniging Technische Ingenieurs Mechelen) wijst erop dat in de wetsontwerpen van de regering er nog dient veranderd te worden. Zo zijn de studies van de tweede graad van het HTO niet geklasseerd. Zolang de overgangsrichtlijnen van de EEG niet veranderen moet de Belgische regering erkennen dat de studies van het lange type van het HTO van universitair niveau zijn. De vereniging stelde de principiële eis voor het automatisch verwerven door de technisch ingenieurs van de titel van industrieel ingenieur. De technisch ingenieurs willen in feite een herstructurering en een sanering van de studies en tegelijkertijd een wettelijke erkenning van hun diploma. Dit is waarvoor KVTIM zal blijven ijveren samen met NUTI ec VVTI.
-Limburgse technisch ingenieurs en ACV-Limburg nemen gezamenlijk standpunt in. ACV-Limburg:
- steunt de eis om de titel van industrieel ingenieur automatisch te verlenen aan alle afgestudeerde technisch ingenieurs;
- zal bij de nationale leiding aandringen om haar vroeger ingenomen standpunt opnieuw kenbaar te maken;
- doet een beroep op de politieke mandatarissen opdat dezen het wetsontwerp zouden amenderen voor de automatische toekenning van de nieuwe titel. Dit is de enige manier om tot een sociale oplossing te komen.
- 28 mei 1970. NUTI en VVTI houden een gezamenlijke persconferentie te Brussel met als thema: de wetsontwerpen betreffende de structuurhervormingen van het Hoger Onderwijs (nr. 609)[112] en de instelling van de graad van industrieel ingenieur en conducteur (nr.616).[113]

Wetsontwerp 609 betreffende de algemene structuur van het hoger onderwijs wordt wet
- 18 juni 1970. Wetsontwerp 609 betreffende de algemene structuur van het hoger onderwijs wordt gestemd in de Kamer en wordt doorgestuurd naar de Senaat waar ze op 7 juli 1970 wordt gestemd, er waren in totaal 13 amendementen ingediend.[114]
- 24 oktober 1970. De Dag van de Technisch ingenieur in de Aula van het Bouwcentrum te Antwerpen. Een forumdebat over "De automatische assimilatie". Deelnemers: B. Boonen, secretaris LBC-NVK; B. Comhaire, nationaal secretaris BBTK; R. Lully, voorzitter NUTI en O. François, ere-voorzitter VVTI. O. François had het over de nefaste artikelen van wetsontwerp 616 voor technisch ingenieurs en studenten-technisch ingenieur waarbij de eersten ofwel een proef moeten afleggen ofwel een dossier moeten voorleggen aan een jury en de anderen slechts na 5 of 6 jaar hun diploma van ind.ing behalen. R. Lully besprak de situatie van de t.ing. in het kader van de E.E.G. Hij wees erop dat in Frankrijk of Duitsland minder gevormde ingenieurs van automatische herwaarderingsmaatregelen genoten. B. Comhaire bewees aan de hand van citaten dat zijn organisatie achter de automatische assimilatie staat, maar door het feit dat er weinig t.ing. aangesloten zijn is hun invloed beperkt. B. Boonen somde de problemen op die die zich zullen stellen bij het opstellen van een dossier voor t.ing.
- 12 januari 1971.

#### Subcommissie voor wetsontwerp 616
- Speciale subcommissie voor "Ontwerp 616". De Kamercommissie van Nationale Opvoeding heeft beslist een subcommissie op te richten om het traag vorderende wetsontwerp 616 onder de loep te nemen.
- Te Kortrijk hebben studenten technisch-ingenieur volksvertegenwoordiger Van Steenkiste ontvoerd en opgesloten in een van de Broeltorens. Het vergde tijd eer de politie was aangerukt, een slotenmaker de dichte deur had geopend en een gebarricadeerde binnendeur was open gebeukt. De politie werd met rotte eieren bekogeld. 29 studenten werden voor ondervraging opgeleid.
- 300 studenten uit de regio Luik bezetten de RTB-studio in het Congrespaleis van Luik. Zij konden pas worden verwijderd nadat de directie te Brussel hun 2 minuten zendtijd had toegezegd.
- Te Doornik werd gestaakt en betoogd.
- Nabij Aarlen versperden studenten de rijksweg Aarlen-Luxemburg met brandende autobanden.
- Een groep studenten uit Antwerpen en Hasselt, die vorige avond waren aangekomen te Mechelen, stapten samen met Mechelse studiegenoten naar Vilvoorde. Daar werden zij vervoegd door studenten uit Geel en Mol. Samen vertrokken zij naar Brussel waar ze werden opgewacht door confraters uit Oostende, Gent en Kortrijk. Ze trokken dan door de centrumlanen waarna een delegatie een petitie met hun eisen ging overhandigen op het kabinet van minister Vermeylen.
- 18 januari 1971. In een gezamenlijke persconferentie VVTI-NUTI te Brussel stellen deze verenigingen vast dat in het wetsontwerp 616 er absoluut geen rekening werd gehouden met de voorstellen van deze verenigingen. Er werd geen enkele verbetering aan de oorspronkelijke tekst, ten voordele van de studenten, de gediplomeerden en het onderwijzend personeel, aangebracht.[115]
- 8 februari 1971. Congres "Automatische assimilatie of niet?" ingericht door KVTIM te Mechelen. Er waren afvaardigingen van 3700 studenten uit 17 Vlaamse instituten.

-In de voormiddag hadden voor- en tegenstanders de degens gekruist.
-Pro was student F. Butstraen uit Antwerpen omdat bij soortgelijke herstructureringen in binnen- en buitenland er steeds "AA" was, omdat de finaliteit van technisch- en industrieel ingenieur hetzelfde is en de studieduur nauwelijks zou verschillen.
-Contra was J. Van Hecke uit Gent, die in industrieel ingenieur een hogere kwalificatie ziet. Bijkomende argumenten waren dat er reeds 30.000 diploma's van t.ing werden afgeleverd en dat er te veel instituten zijn.
- Na de middag was er een lang forumgesprek met Gaston Geens van het studiecentrum Cepess, de volksvertegenwoordigers Jos De Seranno en Maurits Coppieters en de voorzitters van het gemeenschappelijk front Omer François en Roger Lully. Geens verdedigde de opzet en de grote lijnen van wetsontwerp 616. Minder enthousiast was J. De Serrano die reeds 26 amendementen heeft ingediend. M. Coppieters acht superinstellingen overbodig en assimilatie een "onvervreemdbaar recht". Uit de emotionele tussenkomsten van O. François en R. Lully bleek o.m. dat in Europa een grote spraakverwarring bestaat op het stuk van de onderscheiden ingenieurs - titels. Aan het einde van het congres werd een schriftelijke stemming gehouden waaruit bleek dat 85 % voor de automatische assimilatie was en 15 % niet.
- 29 september 1971.

#### Wetsontwerp 616 vervalt
Door de ontbinding van de Wetgevende Kamers vervalt het wetsontwerp nr 616.
- 20 januari 1972.

Tengevolge van de vervroegde Parlementsverkiezingen van de Belgische federale verkiezingen 1971 kwam een nieuwe regering tot stand nl.Eyskens V, met de ministers van Onderwijs: Willy Claes BSP en Léon Hurez PSB.
- januari 1972. Er zijn meerdere contacten FBIT, vertegenwoordigd door t.ing. Bieswal, NUTI- UNIT, vertegenwoordigd door t.ing. Lully en t.ing. De Moor, en VVTI, vertegenwoordig door t.ing. A. Heene en t.ing. R. De Wolf. Er wordt gehandeld over problemen in verband met het verwerven van de nieuwe titel.

- FBIT verzet zich tegen automatische assimilatie. Zij zijn van mening dat enkel de afgestudeerden van de zogenaamde "grandes écoles" recht hebben op het verwerven van de nieuwe titel zonder voorwaarden. De afgestudeerden van de "grandes écoles" waren enkel aangesloten bij de F.B.I.T.;
- NUTI gaat akkoord met een beperkt dossier;
- VVTI houdt zich aan de titel van technisch ingenieur waardoor de problemen van alle technisch ingenieurs het eenvoudigst worden opgelost.

- 7 maart 1972. Minister Claes verklaart in het BRT-radioprogramma "Aktueel":

- het wetsontwerp 616 is zeer soepel;
- er nog geen akkoord is voor de rationalisatie van de scholen;
- er geen sprake kan zijn om 26.000 technisch ingenieurs als universitairen te classeren.

- 15 maart 1972. Zowel de Franstalige studenten in Brussel en Wallonië staken. De VVTI had de Vlaamse studenten verzocht geen acties te ondernemen omdat er nog geen gelegenheid was de minister volledig in te lichten.
- 20 maart 1972. FBIT wordt ontvangen door minister Hurez. Zij stellen i.v.m. wetsontwerp 616 voor dat i.p.v. een examen voor een jury er een dossier zou worden ingediend bij een commissie.
- 12 april 1972. NUTI-FBIT sturen een telegram naar premier G. Eyskens: "Algemene groeperingen NUTI-UNIT, VVTI en FBIT samen respresentatief voor het geheel van de Belgische ingenieurs, technisch hoger en agrarisch hoger onderwijs. Beteffende overgangsmaatregelen, erkenning wetenschappelijke waarde, opleiding en beroepskwalificaties der gediplomeerden, blijven gekant tegen iedere vorm van examen, gaan akkoord met indieningsdossier, met academisch en beroepscurriculum voor bekomen van graad van universitair niveau, zullen eerlang concrete voorstellen inzake gewenste procedure neerleggenbij de minister van nationale opvoeding."

Dit tot verwondering van de VVTI.
- 13 april 1972. Franstalige studenten bezetten het gebouw van de PSC-CVP in de Tweekerkenstraat 41-43, te Brussel. Zij vinden dat de partij de belangen van de Franstalige technisch ingenieurs en studenten onvoldoende verdedigt en te veel wordt beïnvloedt door de VVTI .
- 16 april 1972. In een brief aan de premier logenstraft de VVTI de inhoud van het telegram.
- 21 april 1972. Het wetsontwerp i.v.m. de graad van industrieel ingenieur en van gegradueerde wordt goedgekeurd in de regeringsraad.
- 28 april 1972. Minister Claes ontvangt een afvaardiging van de Vlaamse studenten-technisch ingenieur. Nadien verspreidt minister Claes een mededeling die laat uitschijnen dat er een aantal misverstanden werden opgeruimd. Nadien vergaderen alle schoolafgevaardigden en verklaren het niet eens te zijn met de besluiten van de minister.[119]
- 4 mei 1972.

### Wetsontwerp Claes-Hurez nr 220
- Studenten betogen te Aalst.
- 15 juni 1972. Volksvertegenwoordiger J. Henckens interpelleert minister Claes over de discriminatie van de studenten-technisch ingenieur tegenover de studenten-universitairen aangaande de verdeling van de gemeenschapsgelden. "Bijvoorbeeld: De R.U.G. kreeg in 1970 2.144 BF per student. Deze sociale toelagen worden aan alle universiteitsstudenten zonder onderscheid toegekend. Ze zijn als dusdanig asociaal want de studenten o.a. van het THO ontvangen ze niet. Verder is er nog de discriminatie van het beursbedrag. " Hij stelt voor onmiddellijk een toelage in te voeren voor alle hoger onderwijs. Minister Claes zegt dat graag zou voldoen aan die vraag maar dat de financiële inspanning te groot is.[121]
- september 1972. In het septembernummer van het "ONS RECHT", orgaan van de Landelijke Bediendencentrale staat een artikel "Technische ingenieurs willen niet in het verdomhoekje" over de technisch-ingenieursproblematiek. Het besluit ervan is: "Er is maar één oplossing denkbaar: de automatische toekenning van de titel van industrieel ingenieur aan alle technische ingenieurs."[122]
- 22 november 1972. Gaston Eyskens biedt het ontslag aan van zijn regering.[123]
- 16 december 1972. Een eis van de VVTI werd verhoord waardoor een KB verschijnt in het Staatsblad waardoor het mogelijk wordt dat studenten uit het Hoger Onderwijs ook studietoelagen kunnen bekomen.
- 26 januari 1973. Er komt een nieuwe regering, Leburton, onder leiding van Edmond Leburton en met nieuwe ministers van Nationale Opvoeding: Willy Calewaert en Michel Toussaint.
- 23 mei 1973. Alle technisch ingenieurs, van welke school ze ook mogen afgestudeerd zijn, worden geklasseerd in de groep Ab van het Europees register voor Hogere Technische Beroepen van de F.E.A.N.I. Jarenlang werd door de verenigingen FBIT en NUTI-UNIT geponeerd dat enkel de technisch ingenieurs die, via hun schoolverenigingen, bij hen waren aangesloten konden geclasseerd worden in het Europees register van de F.E.A.N.I. Dit is een belangrijke stap voor de classificatie van de technisch ingenieurs in het niveau A (ingenieurs) volgens de E.E.G. richtlijnen.[124]
- 19 maart 1973. Minister Calewaert voegt aan het wetsontwerp 220 een amendement toe dat 17 artikels bevat. Belangrijk is art. 4 dat de inplanting van het aantal scholen per provincie beperkt tot 1 pluralistische instelling, met uitzondering voor de afdelingen kernenergie en textiel, wat het totaal op 14 scholen brengt.
- 23 oktober 1973. Edmond Leburton herschikt zijn regering (het aantal staatssecretarissen wordt van 14 naar 6 gebracht).

#### Wachten op Godot
- 17 november 1973. Het wetsontwerp betreffende de technische ingenieurs of een Wachten op Godot. Onder die titel publiceert volksvertegenwoordiger Alfons Laridon (hij is partijgenoot van de minister en tevens lid van de Commissie voor Nationale Opvoeding) in het socialistisch "Vlaams Weekblad"[125] een artikel over "Het wetsontwerp, dat het technisch-vraagstuk dient op te lossen, is ongetwijfeld het voorwerp van een reeds jarenlang geploeter. Een lange lijdensweg werd reeds afgelegd." Hij is tegenstander van een derde ingenieurstitel evenals van een nieuwe benaming. Er zijn wel twee knelpunten:
- de inplanting van het aantal scholen. Het pluralistisch voorstel van minister Calewaert stuitte onmiddellijk op katholiek verzet;
- de automatische assimilatie die door de gediplomeerde technische ingenieurs wordt verdedigd.

De oplossing volgens A. Laridon is:
- eenvormige studieduur van 4 jaar;
- de benaming technisch ingenieur moet blijven;
- automatische assimilatie voor de gediplomeerden;
- strikte bevolkingsnormen voor oprichting en behoud om aldus tot een sanering te komen van het aantal instellingen.[126]
- 19 januari 1974. Premier Leburton neemt ontslag.

#### Wetsontwerp 220 vervalt
- 31 januari 1974. Wetsontwerp 220 vervalt tengevolge van de ontbinding van de Wetgevende Kamers.
- 10 maart 1974. Er zijn nogmaals parlementsverkiezingen.

#### Studenten gaan weer tot actie over
Een regelmatig weerkerend dagenlange staking van de studenten, gepaard met betogingen, is te wijten aan het getalm van de Overheid.
- 21 februari 1974. De eerste betoging van het jaar gaat door te Gent.
- 10 maart 1974. Op verkiezingsdag hingen studenten technisch ingenieur reuzespandoeken op aan de Sint-Romboutstoren te Mechelen. De opschriften waren dat de studenten ook kiezers waren en een oplossing eisten voor hun problemen.
- 26 maart 1974. Te Brussel vergaderden de Nederlands- en Franstalige studenten waarop afgevaardigden van FBIT, NUTI-UNIT en VVTI waren uitgenodigd.
- 2 april 1974. Het kasteel van Beersel werd nogmaals bezet. Deze maal door Franstalige studenten, zij hingen spandoeken uit waarop stond: "Ingénieur oui - technicien non"
- 3 april 1974. Alle Nederlandstalige studenten gaan in staking uit solidariteit met de Franstaligen die sedert 1 april in staking waren.[127]

---
- 10 maart 1974. Nieuwe verkiezingen.
- 30 maart 1974.

#### Oprichting van het Studiecentrum voor Technische Ingenieurs (STI)
- 25 april 1974. Een nieuwe regering onder leiding van Leo Tindemans, de regering Regering-Tindemans I. De nieuwe ministers van Nationale Opvoeding zijn Herman De Croo(N) en Antoine Humblet(F).
- 20 juni 1974.

#### Wetsontwerp 220 van verval ontheven
Door de wet van 20 juni werden 64 wetsontwerpen, waaronder wetsontwerp 220, van verval ontheven.
- 21 juni 1974. Herman De Croo, minister van Nationale Opvoeding, ontving een delegatie van de V.V.T.I o.l.v. G. Van Wichelen, algemeen voorzitter. Er werd ruim van gedachten gewisseld over de reeds veertig jaar uitblijvende bekrachtiging van de feitelijke waarde van de technisch ingenieurs en de manier waarop de minister deze bekrachtiging wil realiseren. De minister deelde mee dat het wetsontwerp van de vorige regering werd opgeheven. Hij wil zo snel mogelijk een nieuw ontwerp neerleggen, rekening houdend met de wet van 7 juli 1970. Het struikelblok blijkt de optimalisatie van het aantal opleidingsinstituten te zullen worden.[128]

Kamercommissie van Nationale Opvoeding neemt wetsontwerp nr. 220 terug in behandeling
- 28 januari 1975. De Kamercommissie van Nationale Opvoeding beslist het wetsontwerp nr. 220 over de organisatie van de studiën van industrieel ingenieur en gegradueerde uiterlijk op 11 maart 1975 opnieuw in behandeling te nemen.
- 7 februari 1975. Volgens minister De Croo kan de Kamercommissie wel de zaak bespreken maar dat rekening dient gehouden met de Schoolpactcommissie[129]
- 5 maart 1975. Minister De Croo verklaart in het Radioprogramm "Actueel" dat hij en zij collega Humblet trachten een geheel van haalbare oplossingen te brengen tegen maart volgend jaar.[130]
- 11 maart 1975. De Kamercommissie voor Nationale opvoeding beslist opnieuw een subcommissie op te richten om de problemen in verband met de rationalisatie van de scholen voor t.ing. op te lossen. De ministers van Nationale opvoeding verzochten echter de commissie om haar werking op te schorten zodat de regering Tindemans II kon overleg plegen met de groepen van inrichtende machten (Rijk, provincies, gemeenten, en privéinitiatief en de overkoepelende organisaties van technisch ingenieurs (van april tot juni 1975).

#### Wetsontwerp 595 over het technisch en agrarisch hoger onderwijs
- 10 juni 1975. De regering dient een nieuw wetsontwerp in met nr 595. Het heeft dezelfde benaming als wetsontwerp nr 220 maar het voert wel een aantal amendementen in op het oorspronkelijk wetsvoorstel 220. De voornaamste zijn:
  - De titel van het wetsontwerp wordt gewijzigd: Wetsontwerp betreffende het technisch hoger onderwijs en het agrarisch hoger onderwijs van het lange type ;
  - De verdeling van het aantal industriële hogescholen. In wetsontwerp 220 waren 25 hogescholen voorzien, zonder rekening te houden met de instellingen voor agrarisch hoger onderwijs. In het wetsontwerp 595 blijven er maar 23 over met inbegrip van het agrarisch hoger onderwijs.[131]
  - In de vorige wetsontwerpen was steeds voorzien dat de afkorting van de titel "ind.-Ing." in het Nederlands en "Ing.-ind" in het Frans zou zijn. De regering stelt nu voor "Ing." te gebruiken voor de beide talen.
- 18 maart 1976. De Koninklijke Vlaamse Ingenieursvereniging schrijft een brief inzake de bij het ontwerp voorgestelde afkorting "Ing". Er wordt gevreesd dat de voorgestelde afkorting een verwarring zal teweeg brengen aangaande het werkelijke opleidingsniveau van de ingenieur uit het universitair onderwijs enerzijds en die uit het technisch hoger onderwijs van het lange type anderzijds.

Tijdens de bespreking in de Kamercommissie van Nationale Opvoeding wordt opgemerkt dat meerdere leden menen de voorkeur te moeten geven aan het voorstel van de regering omdat dit het resultaat vormt van veelvuldig overleg met de betrokken verenigingen. Zij menen dat er geen gevaar voor verwarring bestaat vermits het hier niet gaat om de titel zelf van industrieel ingenieur, doch slechts om de afkorting ervan. Daarenboven blijft er, zoals trouwens in meerdere andere landen, een duidelijk verschil bestaan tussen de afkortingen «Ir.» en «Ing.». Er wordt ook op gewezen dat de voorgestelde nieuwe afkorting dezelfde zal zijn in de beide landstalen.
De heer Swaelen heeft, namens de Commissie voor de Nationale Opvoeding, het verslag ingediend over het wetsontwerp op het technisch hoger onderwijs, houdende organisatie van de studiën van industrieel ingenieur en van gegradueerde

##### Algemene zienswijze van de Kamercommissie
Tijdens de algemene bespreking in de commissie is iedereen er over eens dat de studies in het lange type van het hoger onderwijs dienen ingedeeld te worden, dat de studieduur uniform op vier jaar dient te worden gebracht, dat de toegangsvoorwaarden voor de studenten op eenvormige wijze moeten vastgesteld worden, dat de diplomavereisten voor het onderwijzend personeel in het
kader van de wet van 7 juli 1970 dienen bepaald te worden, dat het aantal inrichtingen dient beperkt en bepaalde overgangsmodaliteiten dienen voorzien te worden zowel voor de studenten als voor de leerkrachten en dat ten slotte ook een soepele gelijkstelling van het oud diploma van technisch ingenieur met het nieuw diploma van industrieel ingenieur dient nagestreefd te worden. Talrijke leden gaan met deze zienswijze akkoord en dringen er op aan dat het wetsontwerp in zijn nieuwe vorm zo spoedig mogelijk door beide Kamers zou worden goedgekeurd.

##### Overgangen voor de studenten
Vanaf het academiejaar 1977-1978:
- worden de gediplomeerde technisch ingenieurs en de studenten die geslaagd zijn in het derde studiejaar toegelaten tot het tweede jaar van van een gelijkaardige afdeling van de tweede cyclus industrieel ingenieur, dus behalen ze het diploma van industrieel ingenieur na één jaar;
- de studenten geslaagd in het eerste jaar technisch ingenieur worden toegelaten tot het tweede jaar van de eerste cyclus industrieel ingenieur;
- de studenten geslaagd in het tweede jaar technisch ingenieur worden geacht het diploma te hebben van kandidaat-industrieel ingenieur en worden toegelaten tot het eerste jaar van de tweede cyclus industrieel ingenieur.

##### Wat met de assimilatie van de gediplomeerden?
Heel wat leden van de commissie zijn voorstanders van een volledige of quasi automatische assimilatie der diploma's, doch de Regering en andere leden zijn dit niet. Tijdens de concertatie van de Regering met de inrichtende machten en met overkoepelende verenigingen van gediplomeerde technische ingenieurs werd een compromis bereikt waarmee alle aanwezigen hun instemming betuigden en dat werd verwoord in het regeringsamendement n" 595/3. Het ware ongepast dit compromis op eenzijdige wijze te doorbreken en het ware vanwege bepaalde technisch ingenieursverenigingen niet loyaal het overeengekomen evenwicht terug aan te vechten. Teneinde geen misverstand te laten bestaan over de juiste bedoeling van de Regering bij het indienen van dit amendement, preciseren de Ministers van Nationale Opvoeding dat het de bedoeling is de grootste soepelheid aan de dag te leggen bij de gelijkstelling van de graad van technisch- met die van industrieel ingenieur. Zulks blijkt niet alleen uit de samenstelling zelf van de assimilatiecommissies waarin o.m., ook het bestuurs- en onderwijzend personeel van het technisch en agrarisch hoger onderwijs zullen zetelen, doch ook uit het feit dat de overkoepelende verenigingen van gediplomeerde technische ingenieurs eveneens hun afgevaardigden zullen hebben in de commissie van beroep. De Ministers verklaren uitdrukkelijk dat de taak van de assimilatiecommissies er niet in bestaat een « schifting » door te voeren met proeven, doch wel de gelijkstelling met de nieuwe graad voor te stellen voor alle technische ingenieurs die blijk hebben gegeven van hun bekwaamheid tijdens hun loopbaan of die, indien zij geen vier jaar nuttige ervaring hebben, aanvaarden eventueel het bewijs van hun bekwaamheid te leveren door een proef die niet de vorm mag hebben van een gewoon examen over kennis. De commissie treedt deze zienswijze, die overigens ook naar voren kwam tijdens de concertaties met de inrichtende machten en met de verenigingen van gediplomeerde technisch ingenieurs volledig bij. Enkele leden dringen er op aan dat de elementen van het voor te leggen dossier nader zouden gepreciseerd worden in de wet. De Ministers, hierin bijgetreden door de meeste commissieleden, menen echter dat zulks niet opportuun is en dat een te strikte bepaling of een te nauwkeurige beschrijving van de elementen van het dossier, in het nadeel van de betrokkene zelf zou kunnen uitvallen. De assimilatiecommissies moeten over een grote soepelheid kunnen beschikken. Wel kunnen enkele aanwijzingen betreffende de samenstelling van het dossier worden gegeven.
Dit dossier zal o.m. moeten bevatten:
- een uittreksel uit de geboorteakte;
- een getuigschrift van goed gedrag, met vermelding van de nationaliteit;
- een getuigschrift van de inschrijving in de bevolkingsregisters;
- een eensluidend verklaard afschrift van het diploma van technisch ingenieur;
- een curriculum vitae als bevoegdheidsbewijs.
In verband met het begrip « nuttige ervaring » wordt door de Regering verklaard dat algemeen wordt beschouwd als nuttig, de ervaring opgedaan tijdens de periode doorgebracht hetzij in een dienst, of in een openbare of in een privé-instelling, hetzij in het onderwijs, hetzij in een vak of in een beroep wanneer de uitgeoefende activiteiten gedurende deze tijd bijgedragen hebben tot de verbetering van de vorming, gewaarborgd door het diploma waarvan de assimilatie aangevraagd wordt, en gesitueerd zijn in de uitbreiding van deze vorming. 

De Minister van Nationale Opvoeding (N.) herinnert eraan dat in de assimilatiecommissies alle strekkingen op billijke wijze moeten vertegenwoordigd zijn, dus ook wat betreft de vertegenwoordiging van de overkoepelende verenigingen van gediplomeerde technische ingenieurs, Men mag aannemen dat deze verenigingen straks ook de industriële ingenieurs zullen groeperen.
- 22 juni 1976. De Regering diende 17 nieuwe amendementen in, waaronder een nieuwe benaming, waardoor de voorziene bespreking in de plenaire vergadering niet kan doorgaan. De amendementen dienen besproken in de commissie van Nationale Opvoeding.

Nieuwe benaming: Wetsontwerp betreffende inrichting van het hoger onderwijs en inzonderheid van het technisch hoger en agrarisch hoger onderwijs van het lange type
- 28 juni 1976. De heer Swaelen dient nog een aanvullend verslag in.[136]
- 30 juni 1976. Wetsontwerp 926 doorgezonden naar de Senaat.

Verslag van de senatoren Coppieters en De Bondt in de Senaat
Uit het verslag blijkt o.a. dat de faculteiten van toegepaste wetenschappen bezwaar hebben tegen de benaming "industriële hogeschool". Zij vrezen voor mogelijke verwarring. De Minister antwoordt dat de wet van 1933 de inrichtingen van technisch hoger onderwijs betiteld werden als "technische hogescholen" waar het diploma van technisch ingenieur werd uitgereikt. Een lid dient ook het voorstel om de afkorting "Ing" te vervangen door "Ind.-Ing." eveneens om mogelijke verwarring te voorkomen. De Minister verwijst hiervoor naar het verslag-Swaelen. Beide bezwaren worden afgewezen door de commissie.
Over de automatische assimilatie ontspint zich een wijdlopende bespreking. De Minister zegt dat de assimilatie een van de drie knelpunten was die de behandeling moeilijk maakten, maar dat de huidige oplossing werd besproken met de verenigingen van technisch ingenieurs.

#### Stemming in de Senaat van wetsontwerp 595
- Verklaring van de heer Jorissen. Ik zal mij onthouden omdat mijn fractie niet kan aanvaarden dat:

- de rationalisatie vergeten is;
- er nog meer scholen in Wallonië blijven;
- men op een onverantwoorde manier de tolkenscholen in dit ontwerp heeft betrokken.
- Verklaring van de heer Calewaert. Ik zal mij onthouden omdat:

- tijdens de discussie elk amendement is verworpen;
- er geen ernstige rationalisatie is geschied;
- het principe van pluralisme werd verlaten;
- er geen enkele reden is om de instituten voor tolken en vertalers in dit ontwerp op te nemen.
Bij de stemming van 158 aanwezigen is het resultaat: 128 ja, 1 neen en 29 onthoudingen.

#### Stemming in de Kamer van wetsontwerp 595
- 8 februari 1977. Een eerste bespreking in de Kamer van het door de Senaat geamendeerde ontwerp. Op verschillende artikels wordt door de heer Laridon amendementen ingediend.[139]
- 10 februari 1977. Stemming over de artikelen en de amendementen van het wetsvoorstel.
- De amendementen van de heer Laridon worden verworpen.
- Verklaring van de heer Swaelen. Zijn groep, CVP, zal het wetsontwerp goedkeuren omdat:

- het de studies van technisch ingenieur eindelijk, na 44 jaar wachten, hervormt tot de studies van industrieel ingenieur in het hoger onderwijs van het lange type;
- het een behoorlijke rationalisatie doorvoert door de 53 scholen die thans bestaan te herleiden tot 23;
- het voor de technisch-ingenieurs een quasi automatische assimilatie voorziet met de nieuwe graad van industrieel-ingenieur.
- Verklaring van de heer Laridon: de B.S.P. zal tot haar grote spijt dit wetsontwerp niet goedkeuren, zij zal zich onthouden en wel omdat:

- hier een unieke kans gemist werd om de idee van de pluralistische gemeenschapsschool in de praktijk te brengen;
- in tegenstelling met het wetsontwerp Vermeylen en Willy Claes het probleem van de graduaten en de hogere instituten van sociale promotie door de huidige regering uit dit ontwerp werden gelicht;
- het sluiks invoeren, en dit op het allerlaatste moment en meer met budgettaire dan met rationalisatiebedoelingen, van bepalingen die niets te maken hebben met het technisch hoger onderwijs of met het agrarisch onderwijs, dat wil zeggen de instituten voor vertalers en tolken, de economische en handelshogescholen;
- wij de ingangsdatum die voorgesteld wordt te vroeg vinden omdat wij beseffen dat nog heel wat werk te leveren is.
- Verklaring van de heer Kuypers: Onze fractie, VU, zal dit wetsontwerp goedkeuren.

Er wordt overgegaan tot de naamstemming over het geheel van het wetsontwerp. 178 leden nemen er deel aan. 125 antwoorden ja. 53 onthouden zich. Bijgevolg wordt het door de Kamer aangenomen en zal het ter bekrachtiging aan de Koning worden voorgelegd.
- 26 april 1977. In het Belgisch Staatsblad verschijnt een Koninklijk Besluit van 8 april 1977 houdende de benoeming van de voorzitters, leden en secretarissen van de Hoge Raden voor het technisch hoger onderwijs en voor het agrarisch hoger onderwijs.

## Eindelijk oplossing na 44 jaar
Koning Boudewijn ondertekent de wet op 18 februari 1977 waarna ze in het Staatsblad wordt gepubliceerd op 12 maart 1977.
De nieuwe wet zorgt, wat betreft de afgestudeerden, dat:
- het niveau van de studies op universitair niveau liggen;
- de Franstalige afgestudeerden een nieuwe benaming bekomen maar aan de eis dat hun "Grandes écoles" zonder problemen in de nieuwe categorie worden opgenomen wordt niet voldaan. De afgestudeerden van deze scholen krijgen evenmin automatisch de nieuwe titel.
- de Nederlandstalige afgestudeerden mogen hun vorige benaming niet bewaren en de automatische assimilatie wordt evenmin toegestaan.
- de assimilatie verloopt met de grootste soepelheid, grotendeels volgens de afspraken die door het "Beperkt comité" van FBIT, NUTI, en VVTI in 1970 werden afgesproken.[141]

### Assimilatiecommissie en Commissie van beroep
- 29 april 1977. Het Staatsblad 29 april 1977 publiceert het Koninklijk besluit van 15 april '77 houdende instelling van een Assimilatiecommissie en een Commissie van beroep ter gelijkstelling van bepaalde graden en diploma's, uitgereikt door inrichtingen voor hoger onderwijs, met de graad en het diploma van industrieel ingenieur.
 Het handelt over de samenstelling en de werking van die commissies alsmede de samenstelling van het in te dienen dossier. Volgens Art.8 van de wet moeten de assimilatiecommissies uitspraak doen binnen de tien maanden na ontvangst van het dossier. De commissies van beroep moeten uitspraak doen binnen de zes maanden na het instellen van het beroep.
- 24 mei 1977. De Assimilatiecommissie wordt door minister H. Decroo geïnstalleerd. In zijn toespraak bevestigde hij zijn uitspraken in de Kamercommissie van Nationale Opvoeding namelijk om de grootst mogelijke soepelheid aan de dag te leggen en het niet de bedoeling is om een schifting door te voeren aan de hand van proeven. Op de Conferentie van de Europese onderwijsministers in 1975 in Stockholm werd algemeen aanvaard dat de ervaring en de persoonlijke ontwikkeling verkregen tijdens de uitoefening van het beroep gelijkgesteld moet worden met het behalen van bepaalde diploma's.[142]
- 31 december 1981. Het aantal Nederlandstalige technisch ingenieurs bedraagt, volgens de volkstelling, 24.261.[143]
- 31 december 1989. Aantal gunstig geadviseerde dossiers voor assimilatie: 8.917.[143]
- februari 1990. Rekening houdend met de reeds geassimileerde(8.197) en het aantal ondertussen overleden technisch ingenieurs(ca. 2.000) zijn er nog ca. 12.000 assimileerbaar:[143]

### 10.000e assimilatie
- 14 november 1991. A. Pardaens ontvangt het diploma van industrieel ingenieur uit de handen van J. Adé, directeur-generaal van het Hoger Onderwijs tijdens een plechtige vergadering te Brussel in aanwezigheid van de leden van de assimilatiecommissie en van de commissie van beroep. Ze werd gevolgd door een receptie aangeboden door de V.I.K. en de N.U.T.I.[144]

### Einddatum voor aanvraag van assimilatie
- 11 maart 1992. Na deze datum worden geen aanvragen meer aanvaard.

### Aantal ingediende dossiers: 11.585
- juli 1993. In totaal werden 11.585 dossiers ingediend.[145]